# Biserica de lemn din Certege

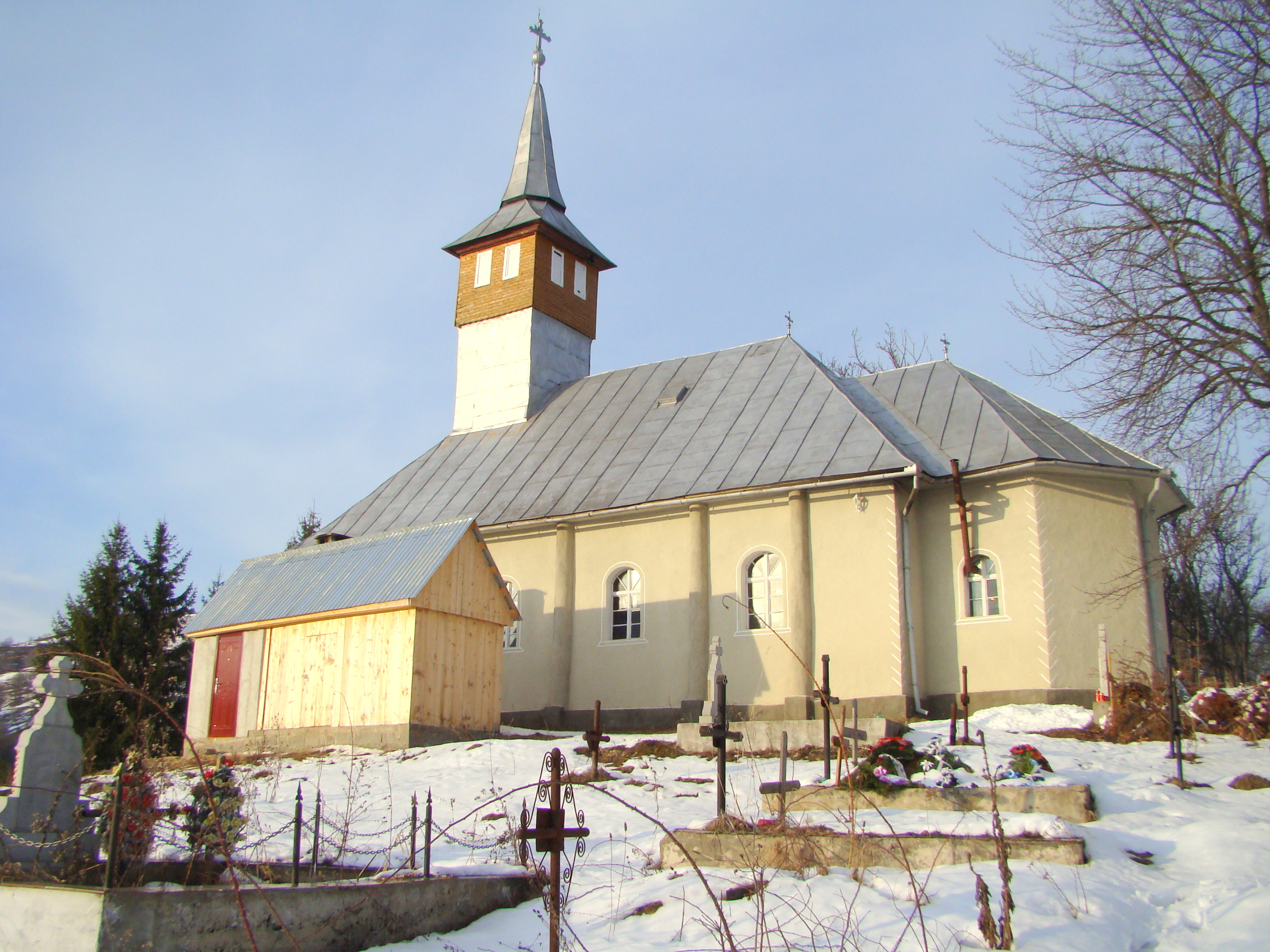
Biserica de lemn „Sfântul Mare Mucenic Gheorghe” din Certege, foto: martie 2010.

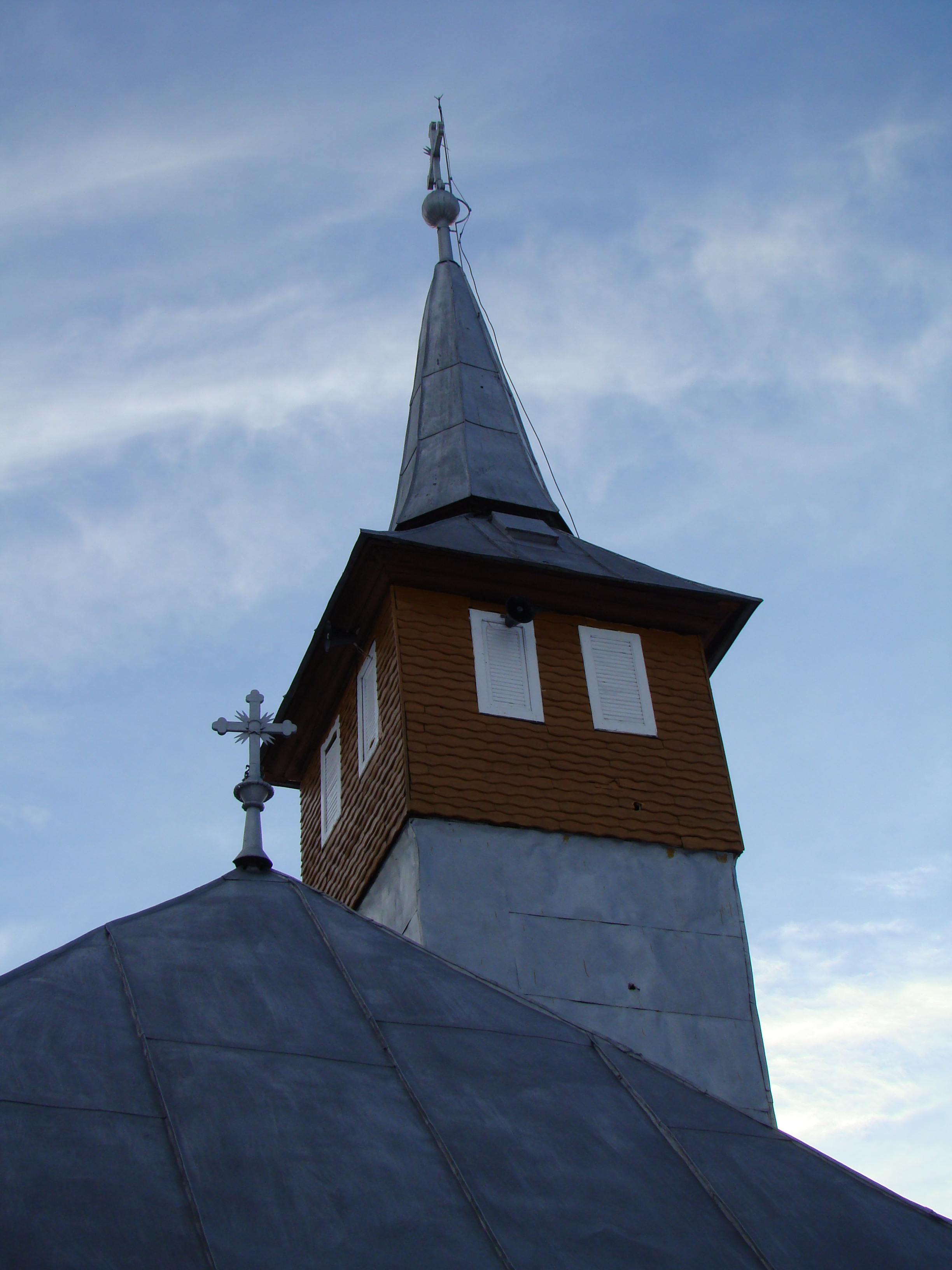

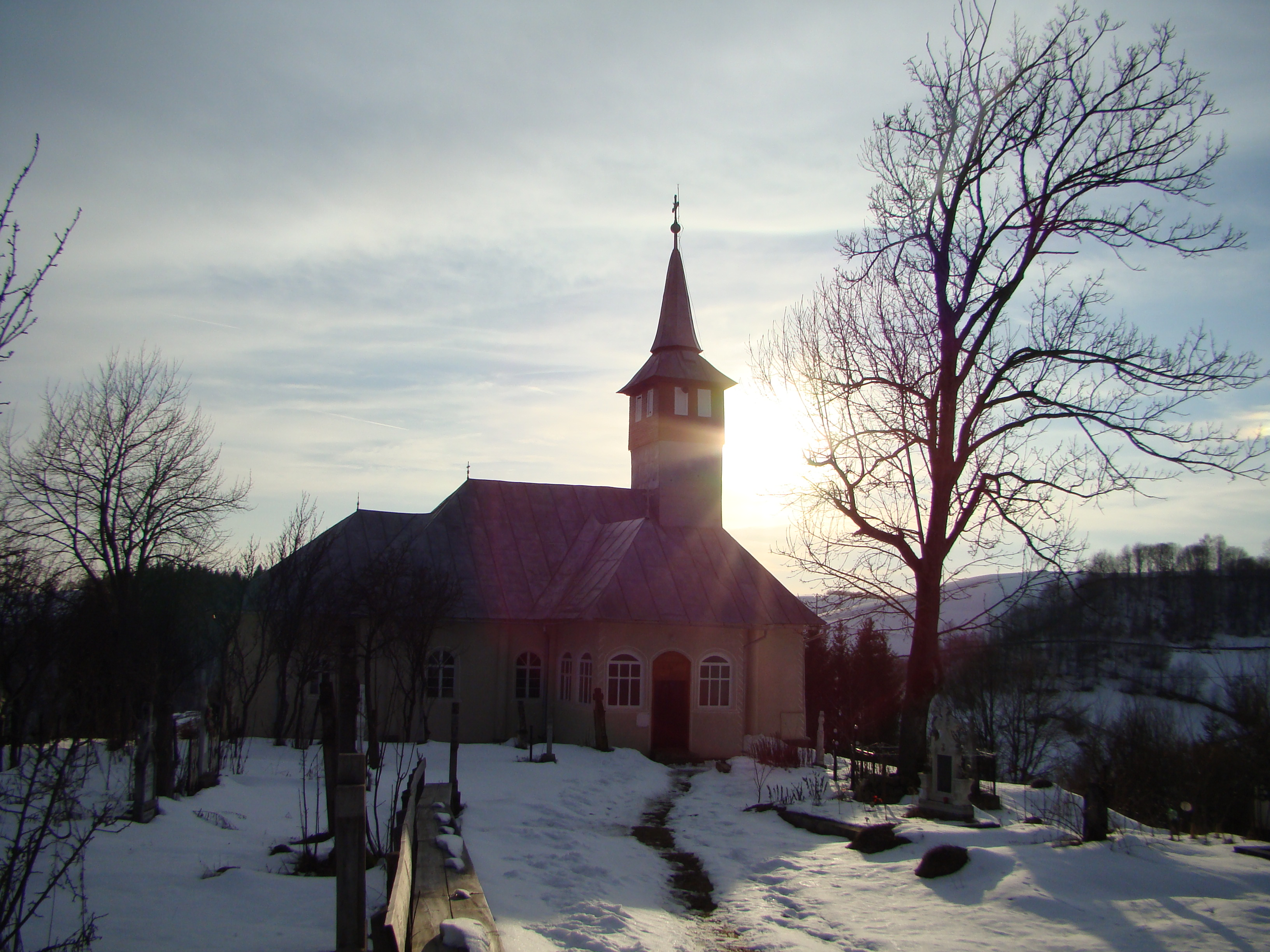

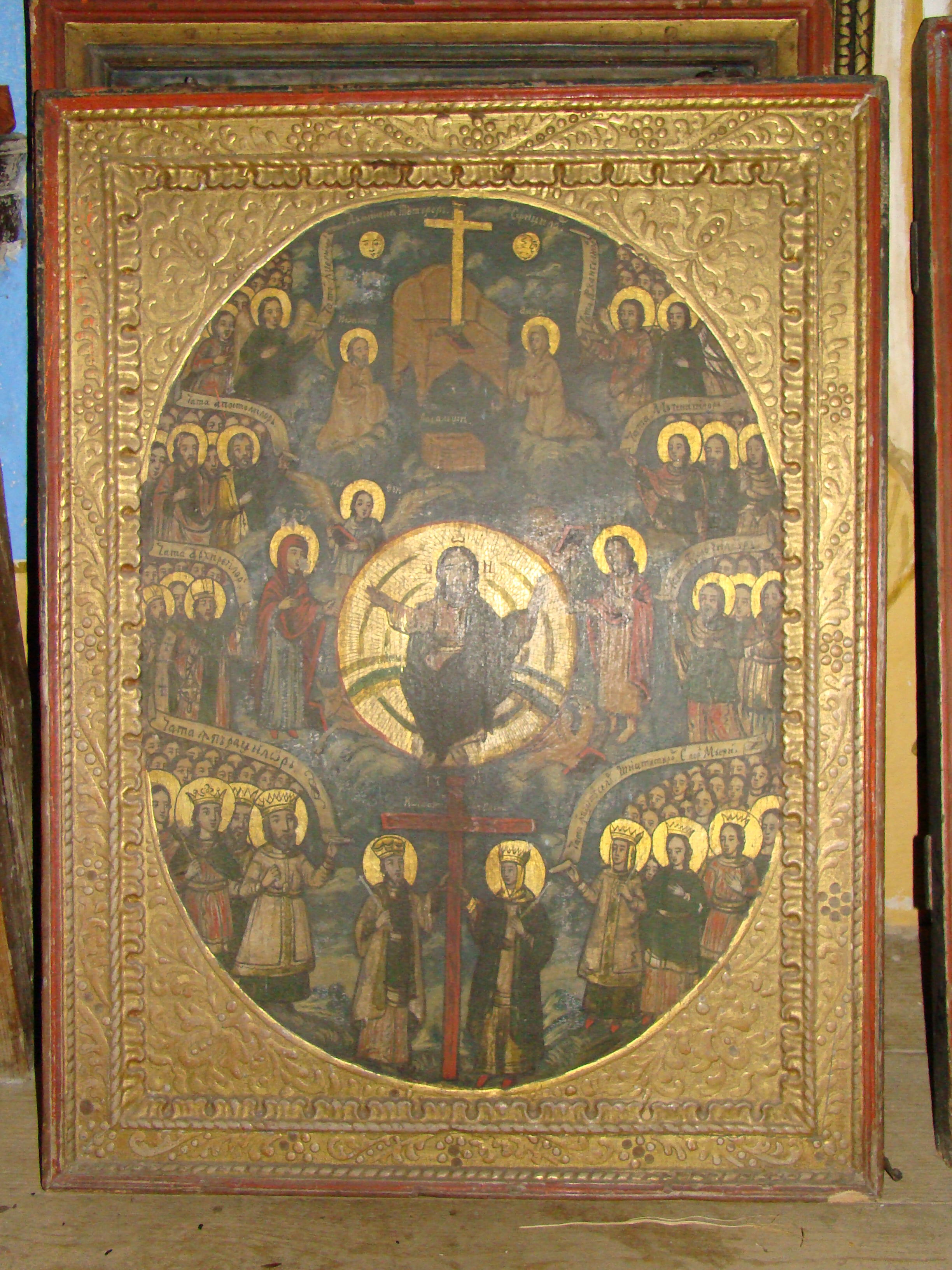

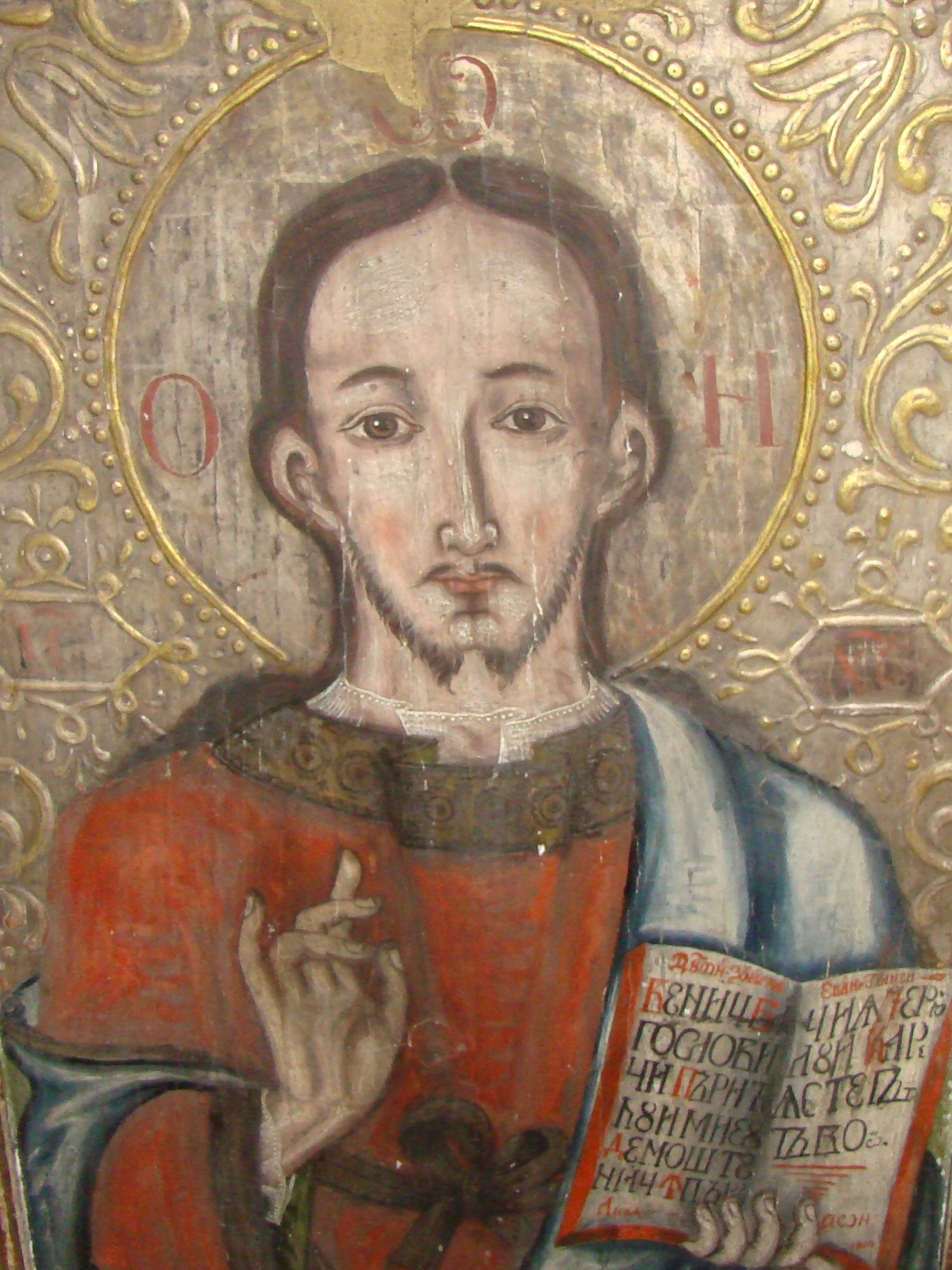

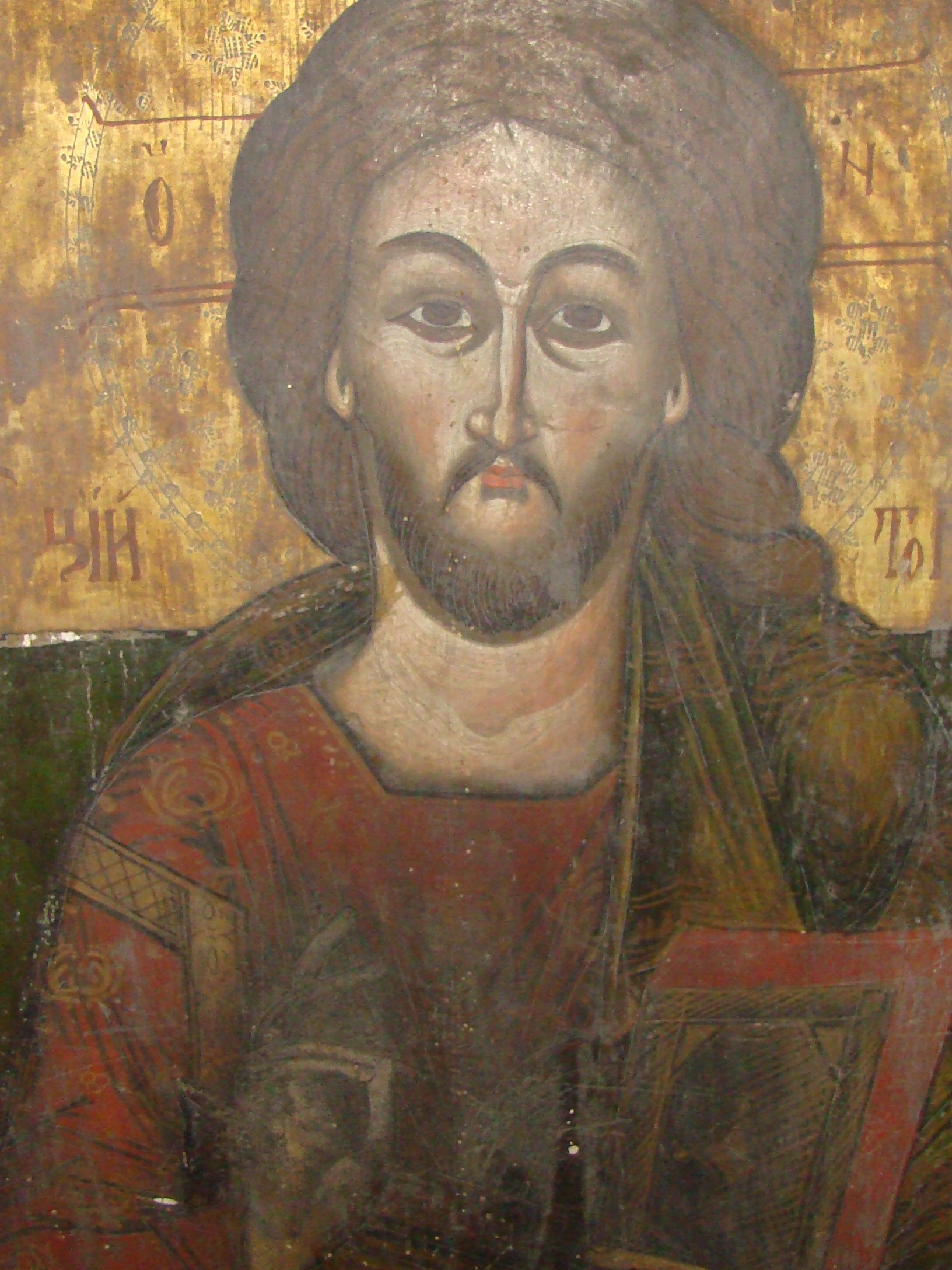

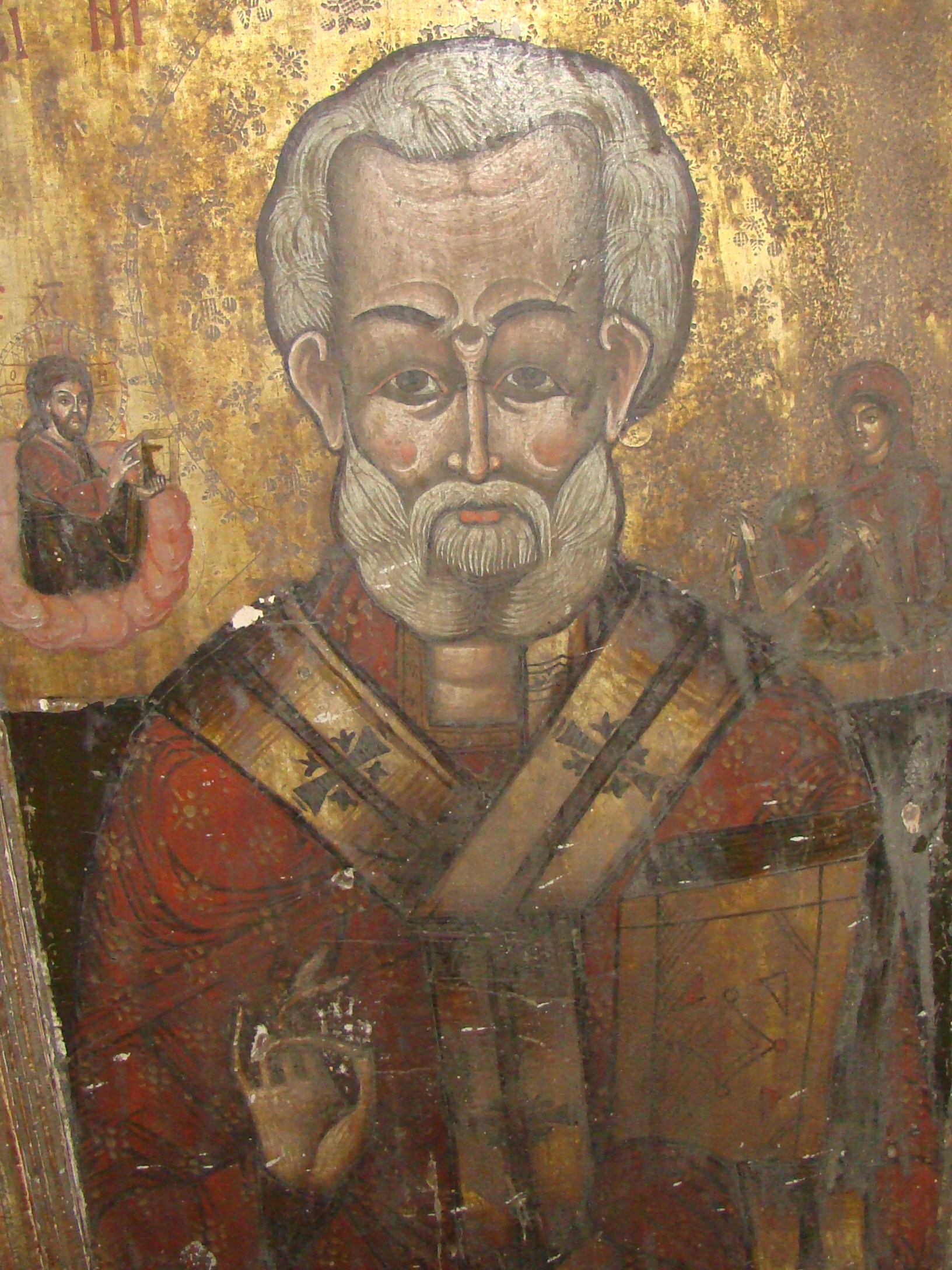

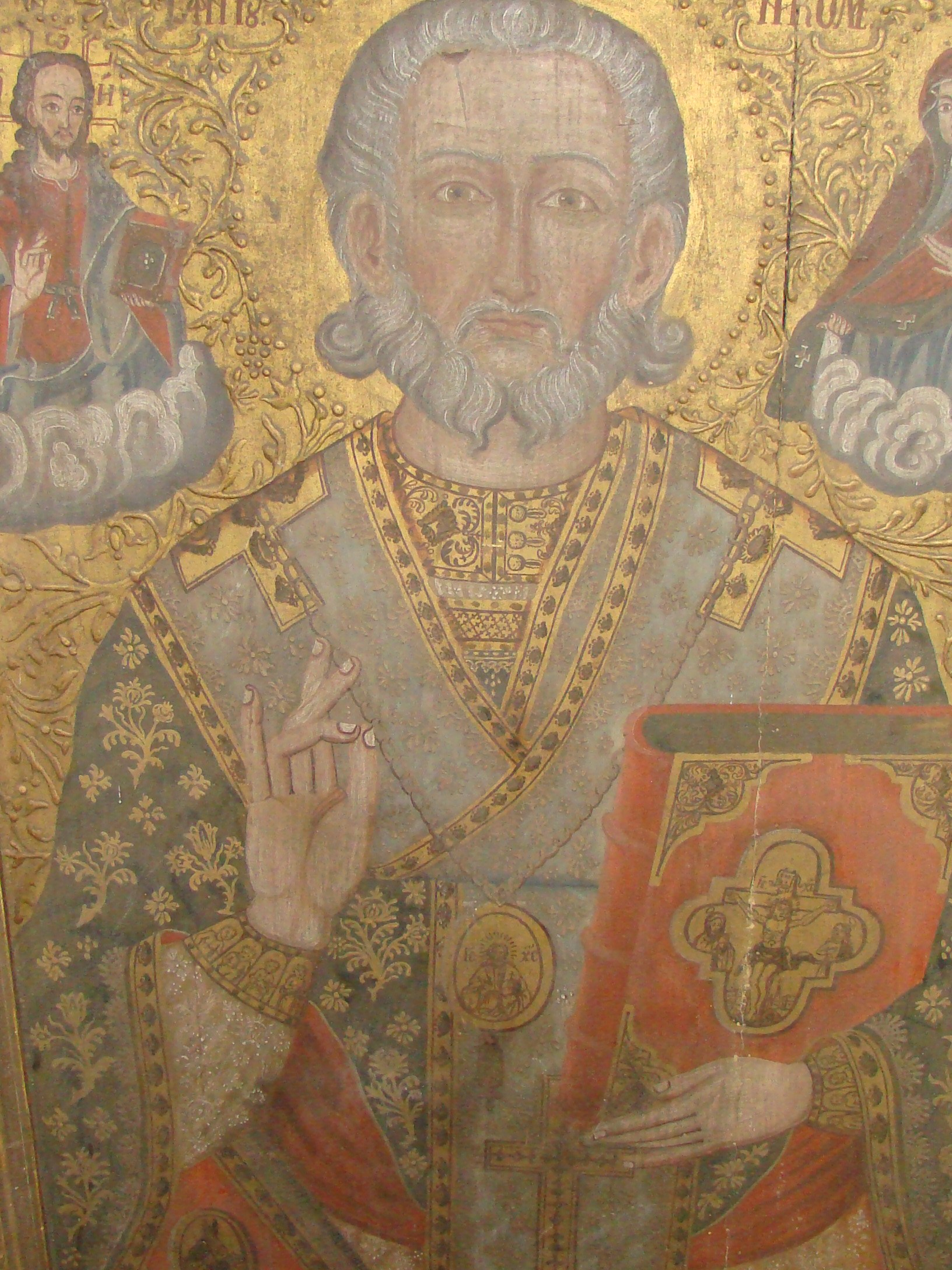

Biserica de lemn din Certege, județul Alba, datează din anul 1851. Are hramul „Sfântul Mare Mucenic Gheorghe”. Biserica nu se află pe noua listă a monumentelor istorice.

## Istoric și trăsături
Urmând în dreptul Câmpeniului, spre nord, cursul Văii Caselor, după ce parcurgi câțiva kilometri, trecând peste pâraiele Cucului și Mărceștilor, ajungi la Certege. Un număr de șapte crânguri formează această așezare răsfirată pe boturi de deal, unde trăiesc circa 360 de familii. 
Pe un deal, pe o poziție dominantă, în mijlocul unui mic grup de case, se află biserica „Sfântul Gheorghe”, care datează din 1833. Inventarul parohiei aduce indicii sigure ce atestă prezența unui edificiu cu mult înainte. Clopotul, cu un frumos decor floral, poartă inscripția cu caractere chirilice din anul 1775, iar o icoană este datată 1720.
Construită din lemn, tencuită la interior și exterior, biserica poartă amprenta modificărilor radicale, ce au îndepărtat-o, în special ca volumetrie , de tipul bisericilor de lemn ale zonei. Întregul edificiu, reînnoit la 1872, nu mai prezintă azi elemente cu valoare arhitecturală deosebită.
Inventarul, foarte bogat, demonstrează o viață spirituală și un interes artistic al comunității sătești, ce merge până la vârfurile artistice ale secolului al XVIII-lea. Trei icoane de calitate artistică deosebită aparțin pictorilor rășinăreni, Popa Ivan și Nistor Zugravul, cunoscuți și în alte localități din regiunea Munților Apuseni ca muraliști sau iconari.  
Remarcabilă prin valoarea sa artistică este icoana „Maria cu pruncul-Miluitoarea”, așezată într-o arcadă polilobată, cuprinzând, pe cele două laturi ale ramei, doisprezece prooroci mesianici, înfățișați în picioare, cu volumene desfășurate în mâini. Personajele centrale, încoronate cu diademe și nimburi în relief, se proiectează pe fondul de aur. În partea inferioară a panoului se află următoarea inscripție: „Această icoană au dat la certeză Bustan Dumitru si Drag Nicula, Gane Ioan, Adam Simon, Adam Ion, Petru...msț.sept(emvrie) 13 zile. Și am scris eu popa Ivan zugravu ot Rașinari si Nistor Zugravul. 7229, 1720.” 
Alte două icoane („Sf. Gheorghe” și „Sf. Nicolae”), realizate in stilul tradiției brâncovenești, aparțin acelorași pictori rășinăreni. La 1791 Gheorghe din Rășinari pictează compoziția „Duminica tuturor sfinților”, iar în 1808 „Isus Pantocrator” și „Sf. Nicolae”. Spre mijlocul veacului al XIX-lea este activ aici pictorul Nicolae Corcheș, artist de pe valea Arieșului.

## Imagini din interior

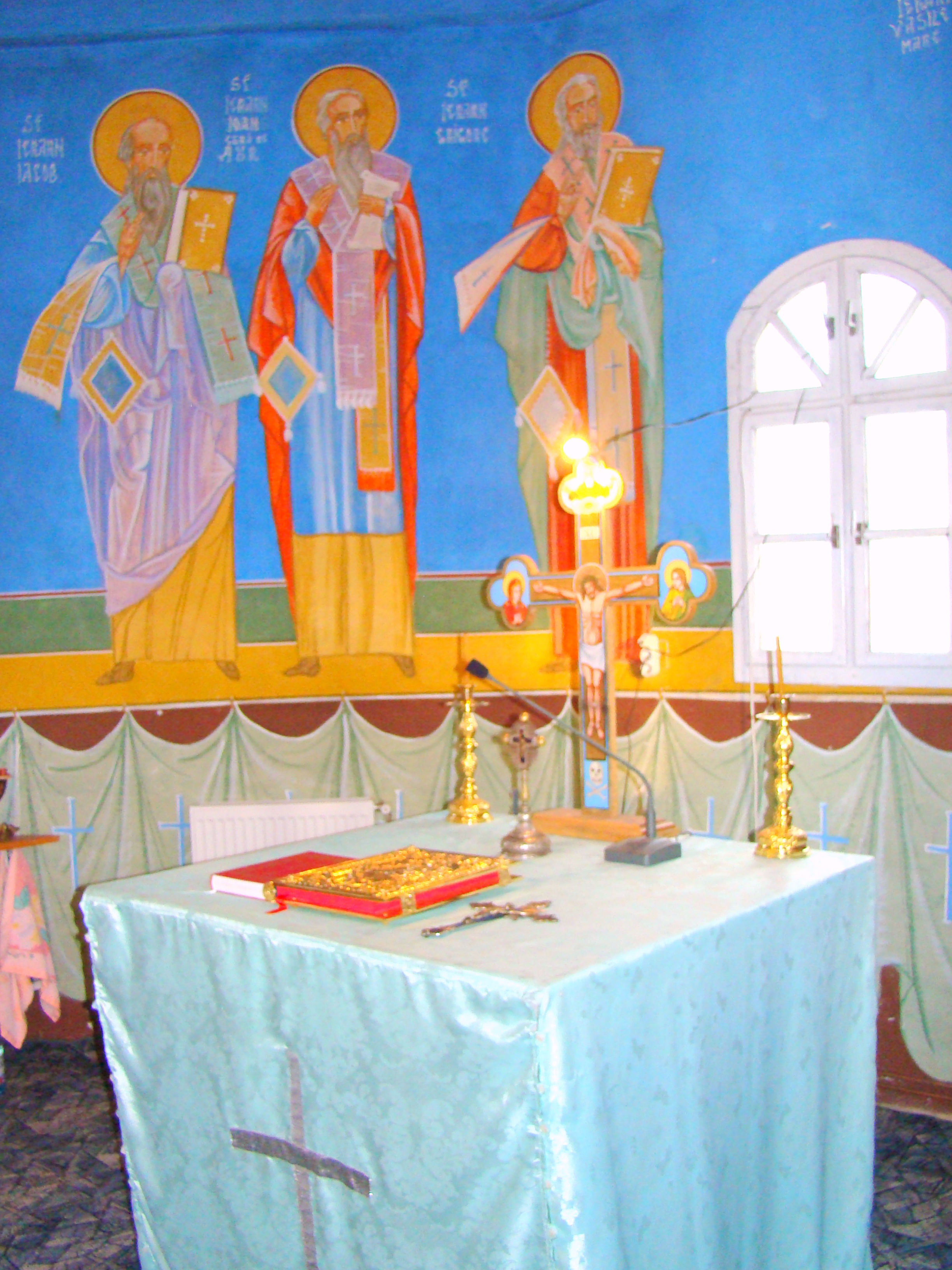
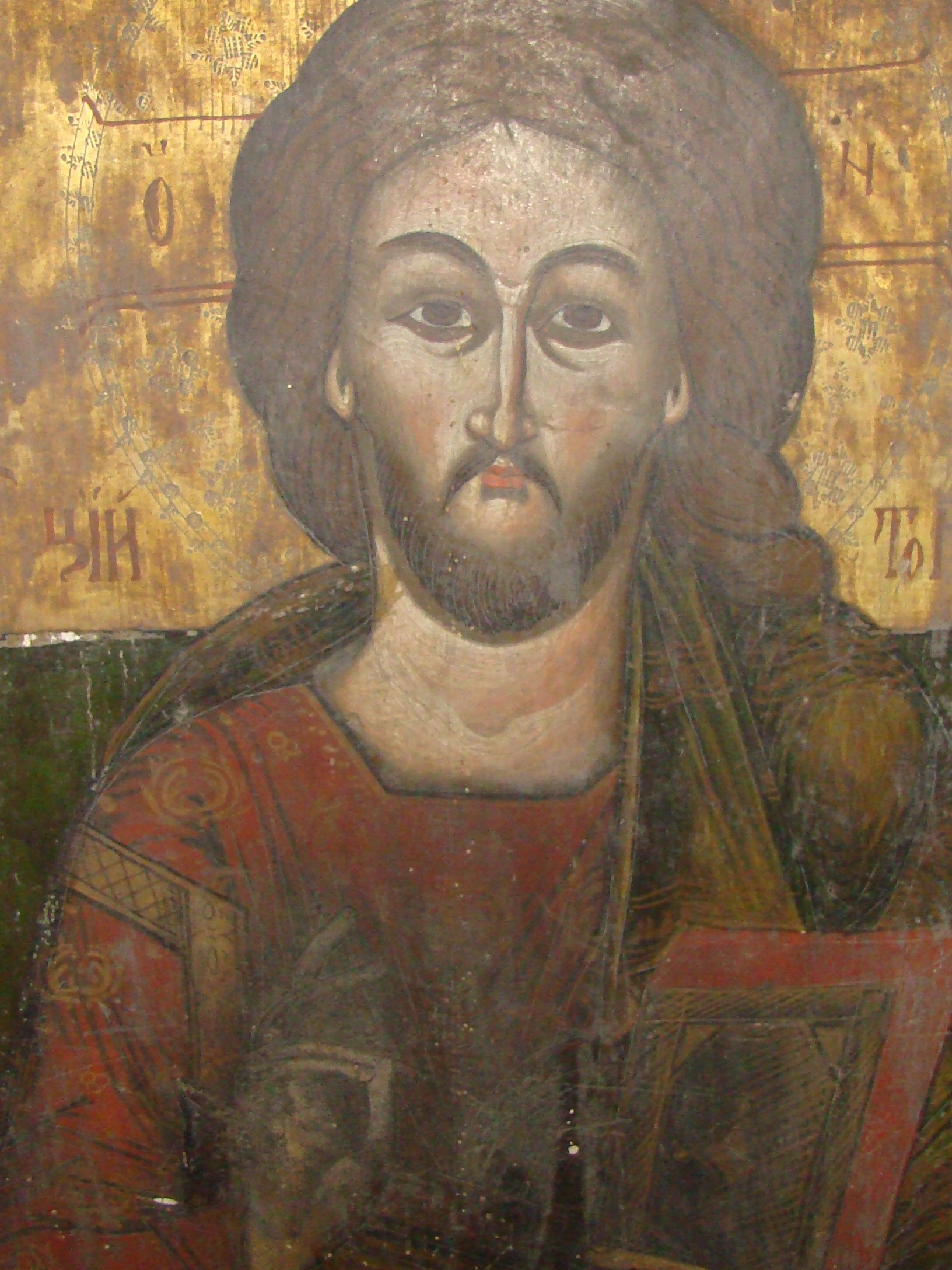
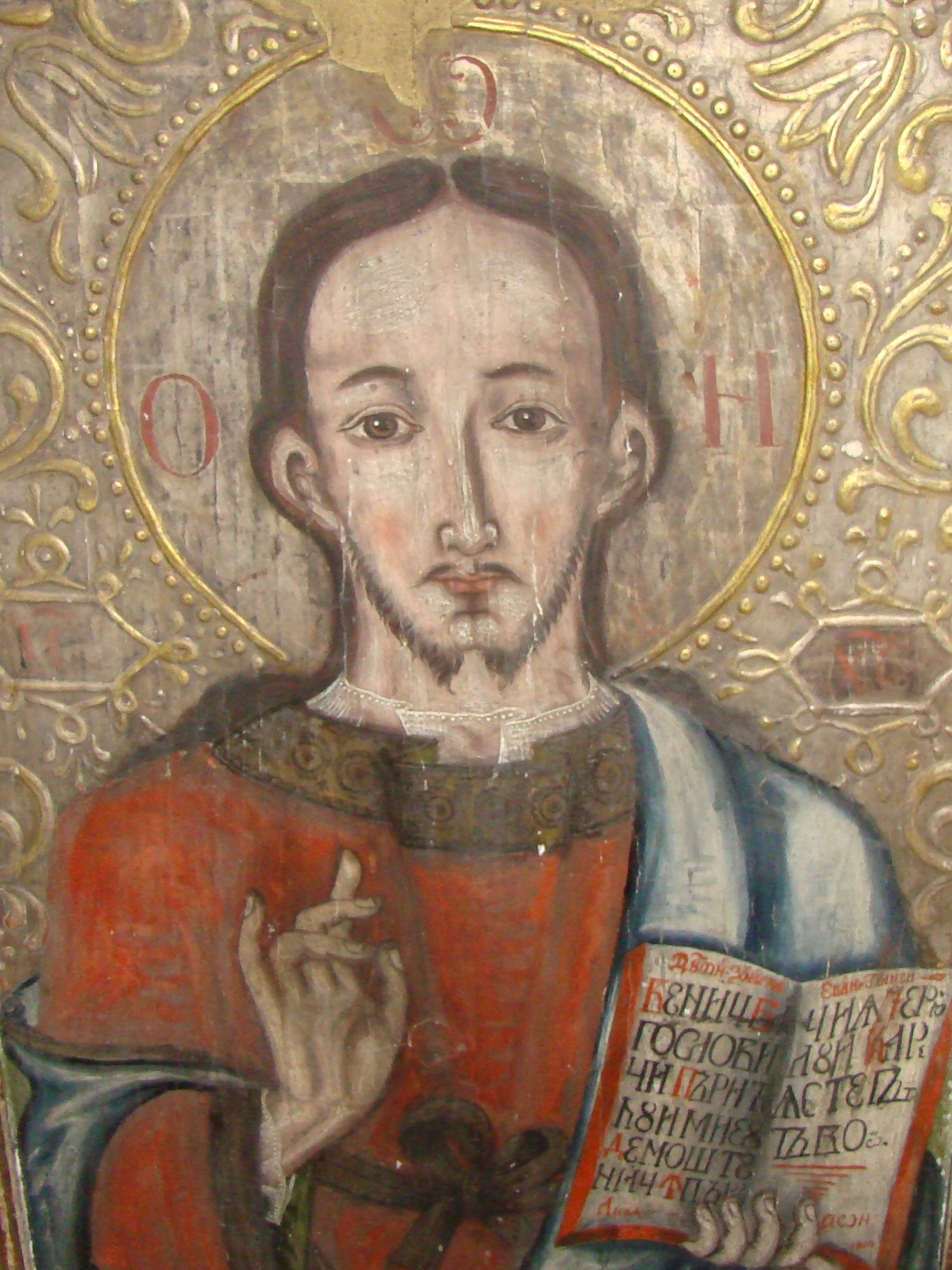
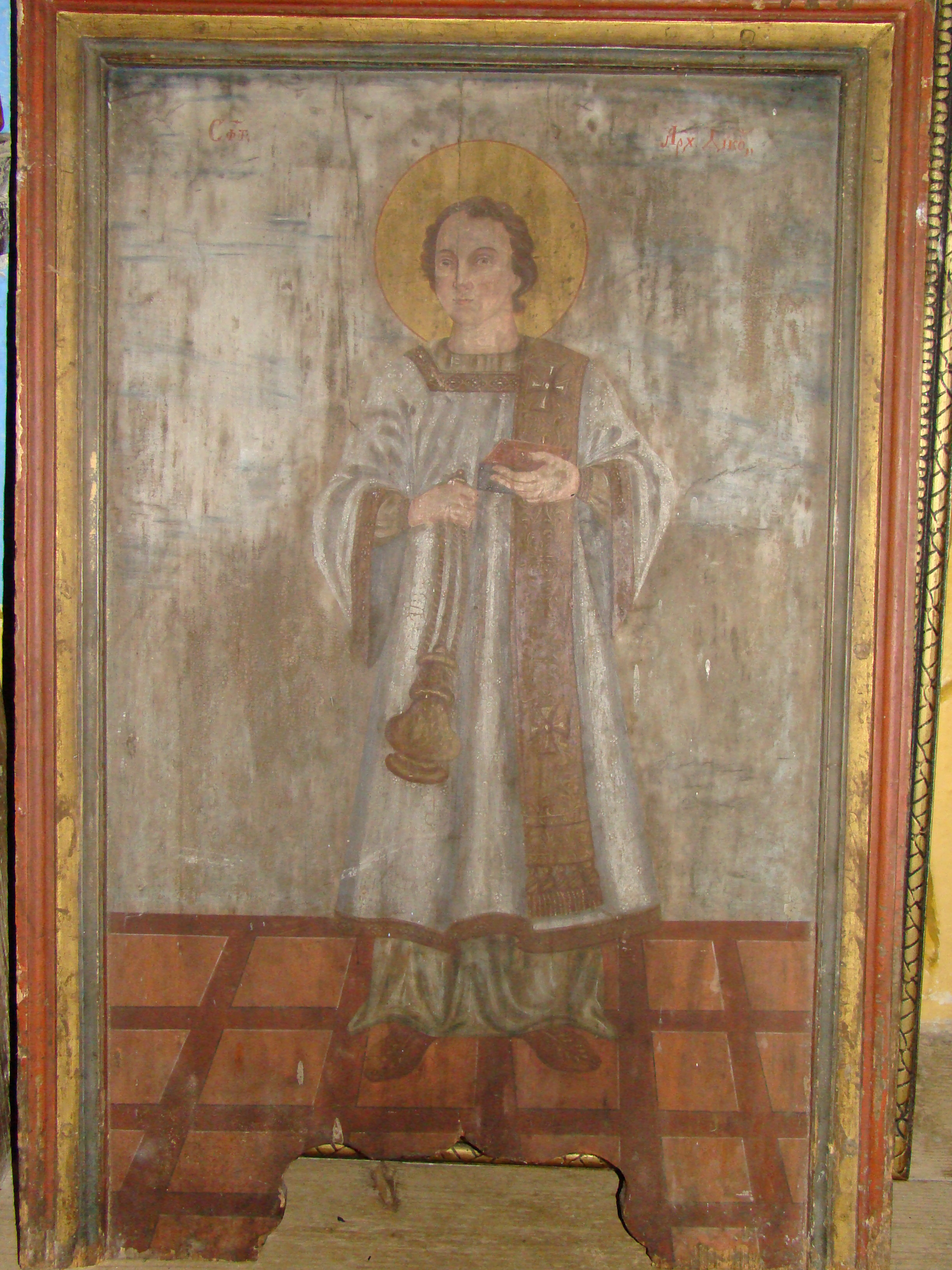
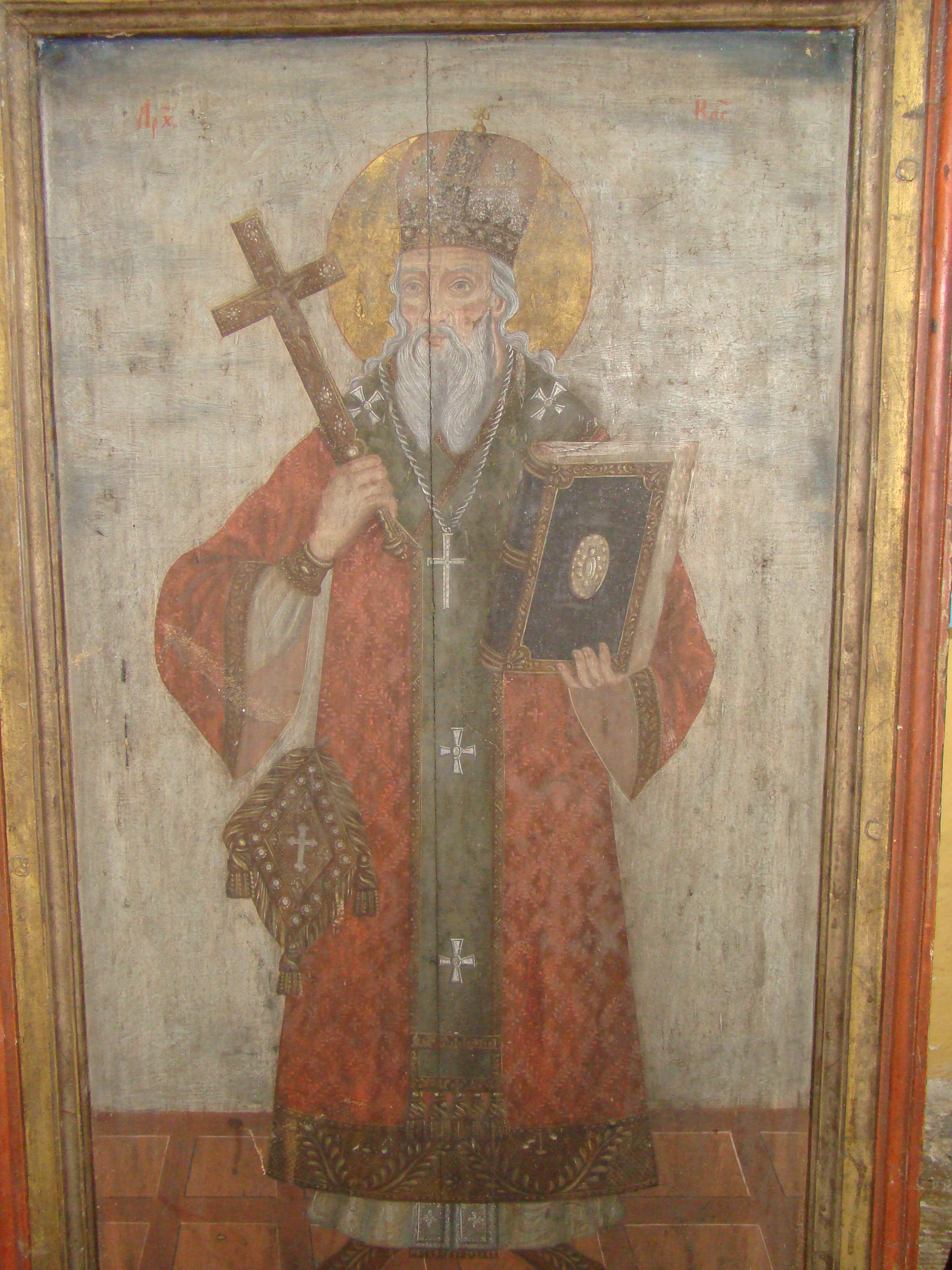
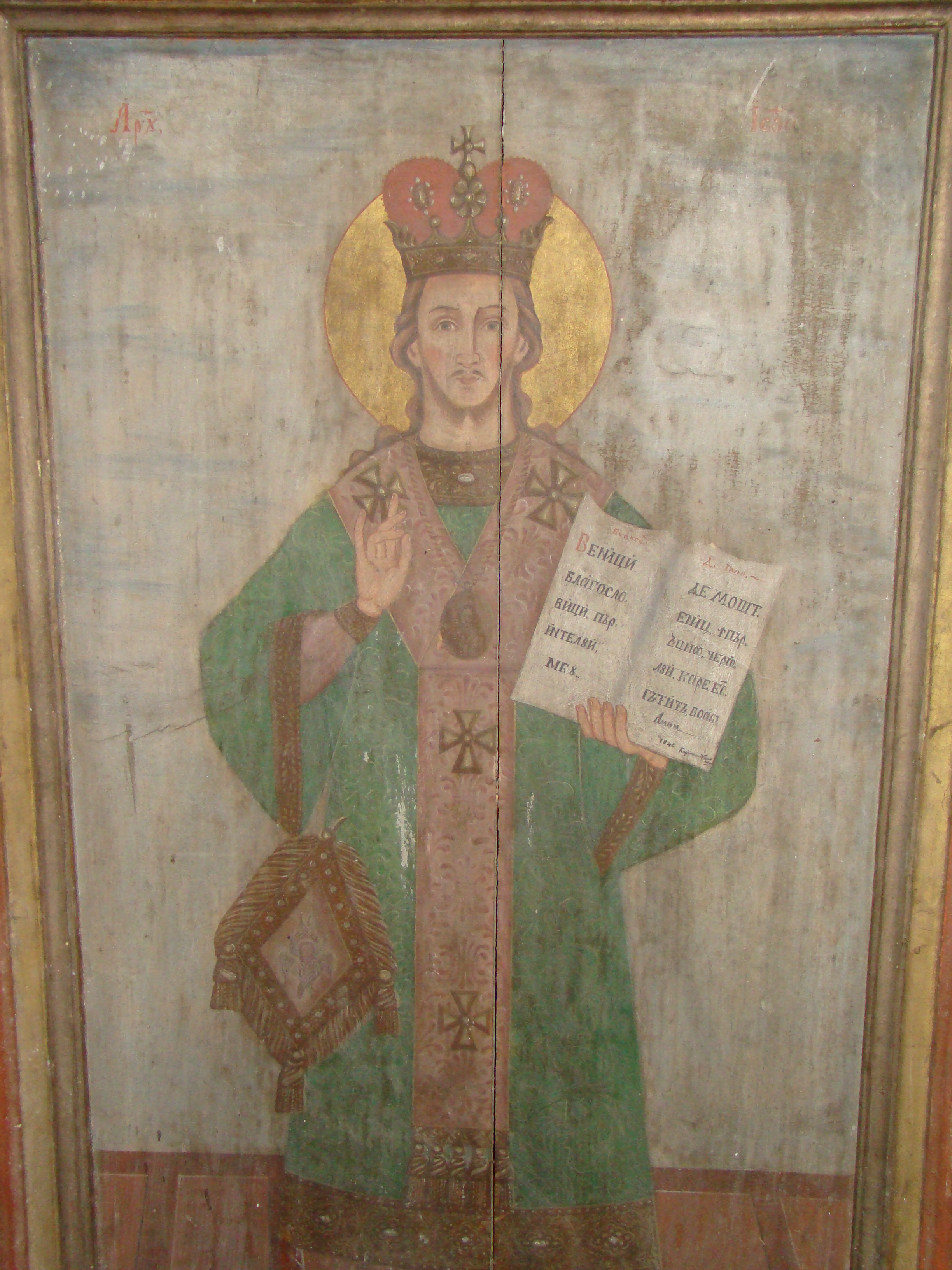
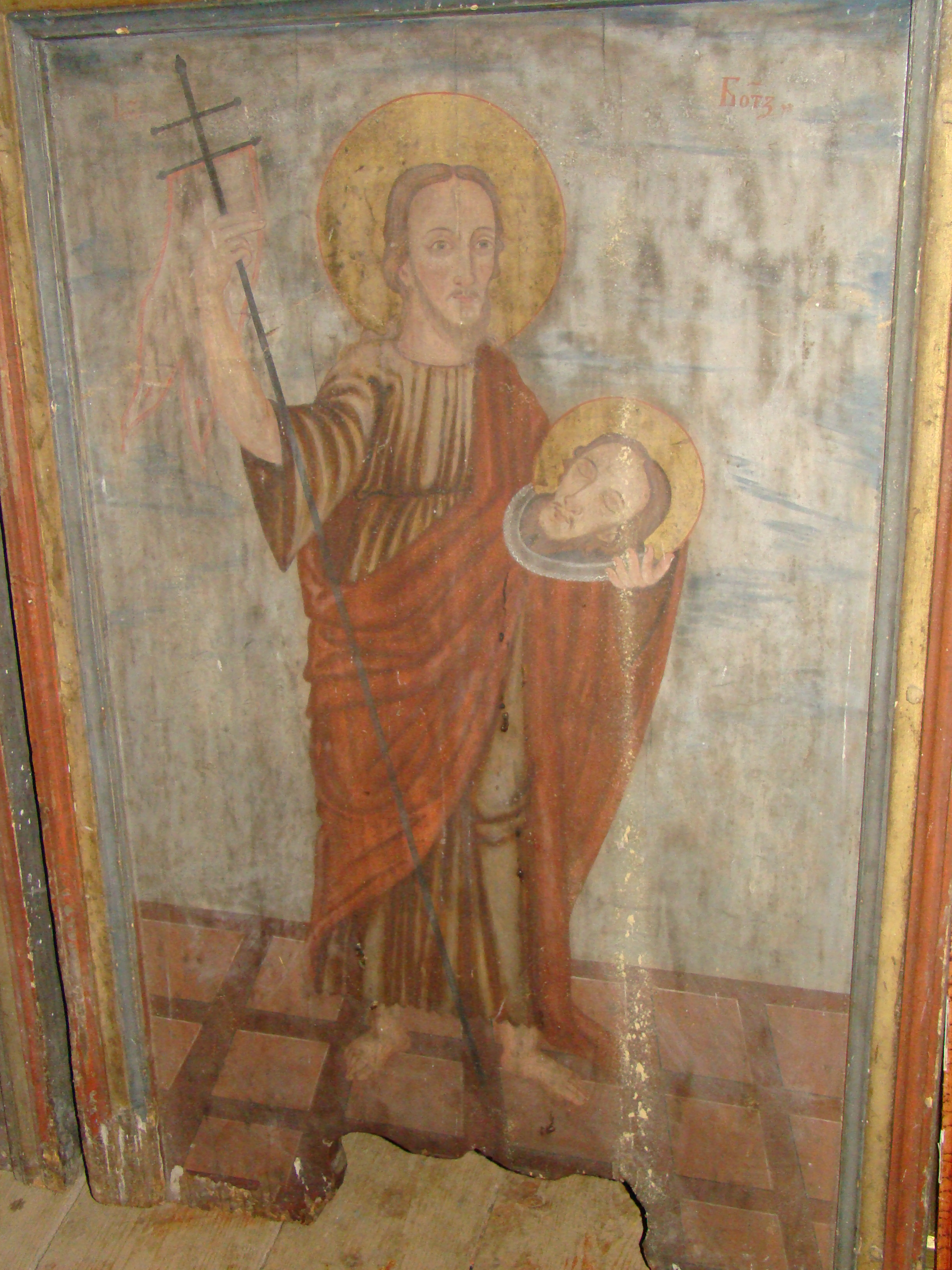
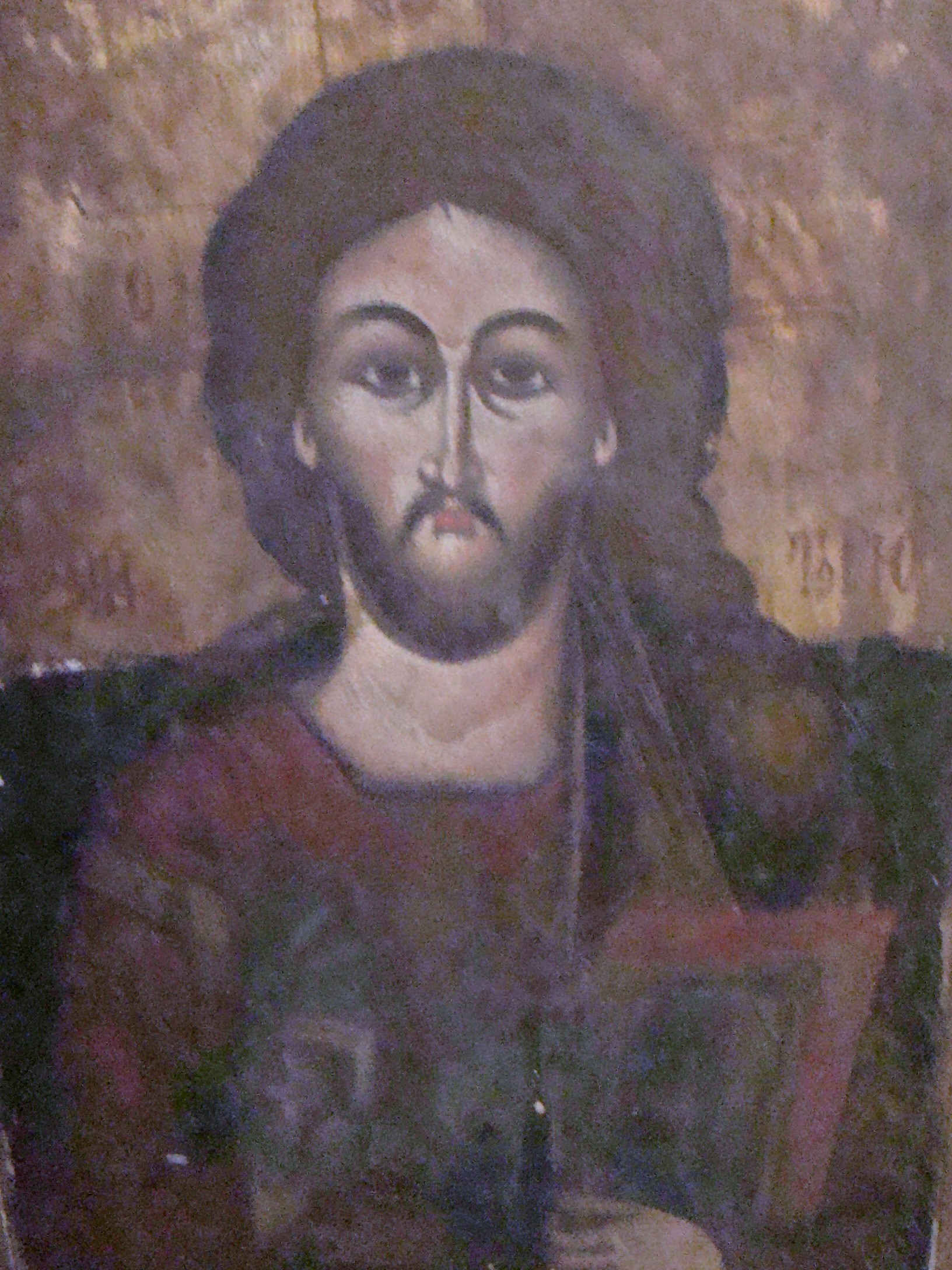
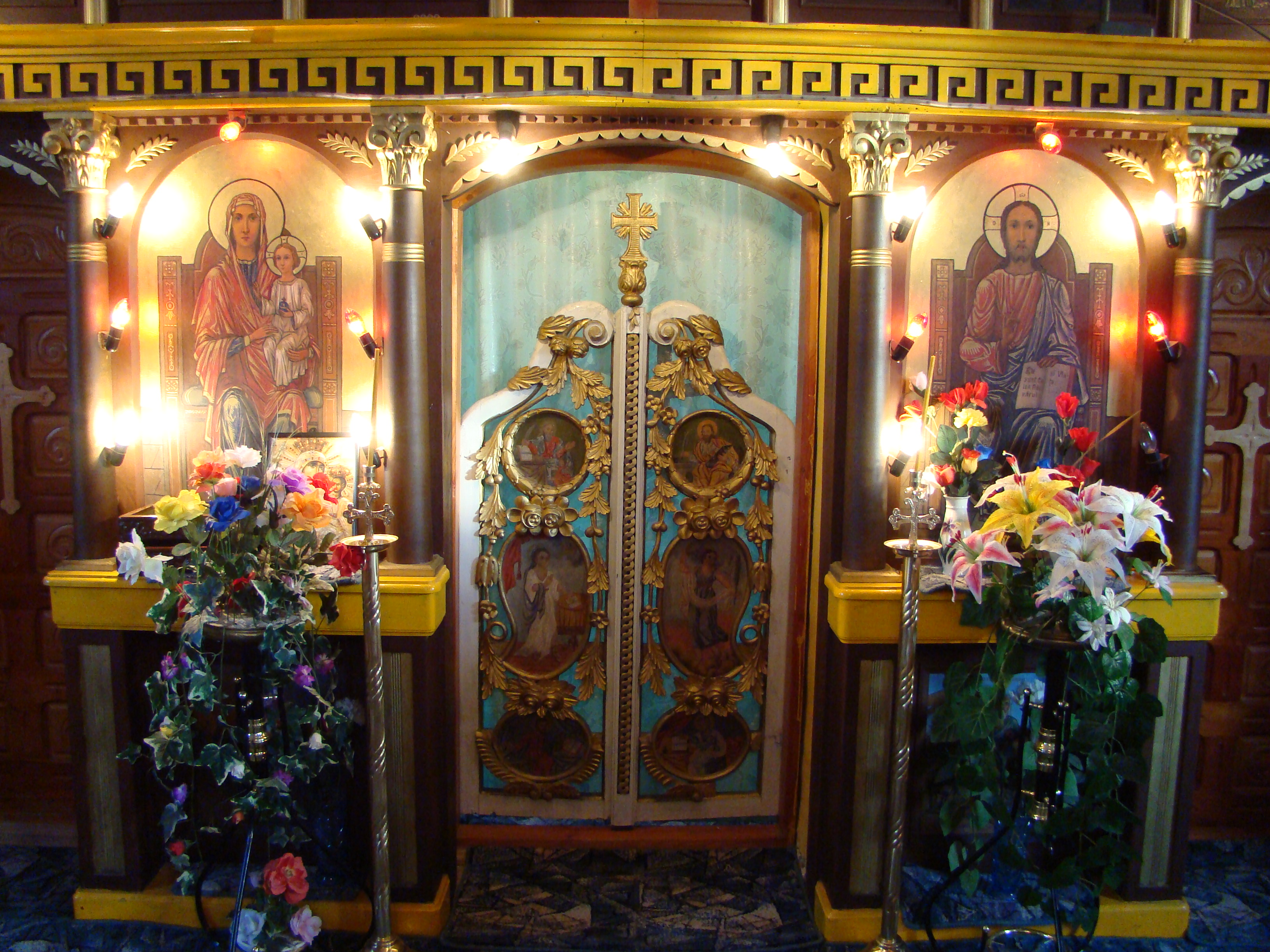
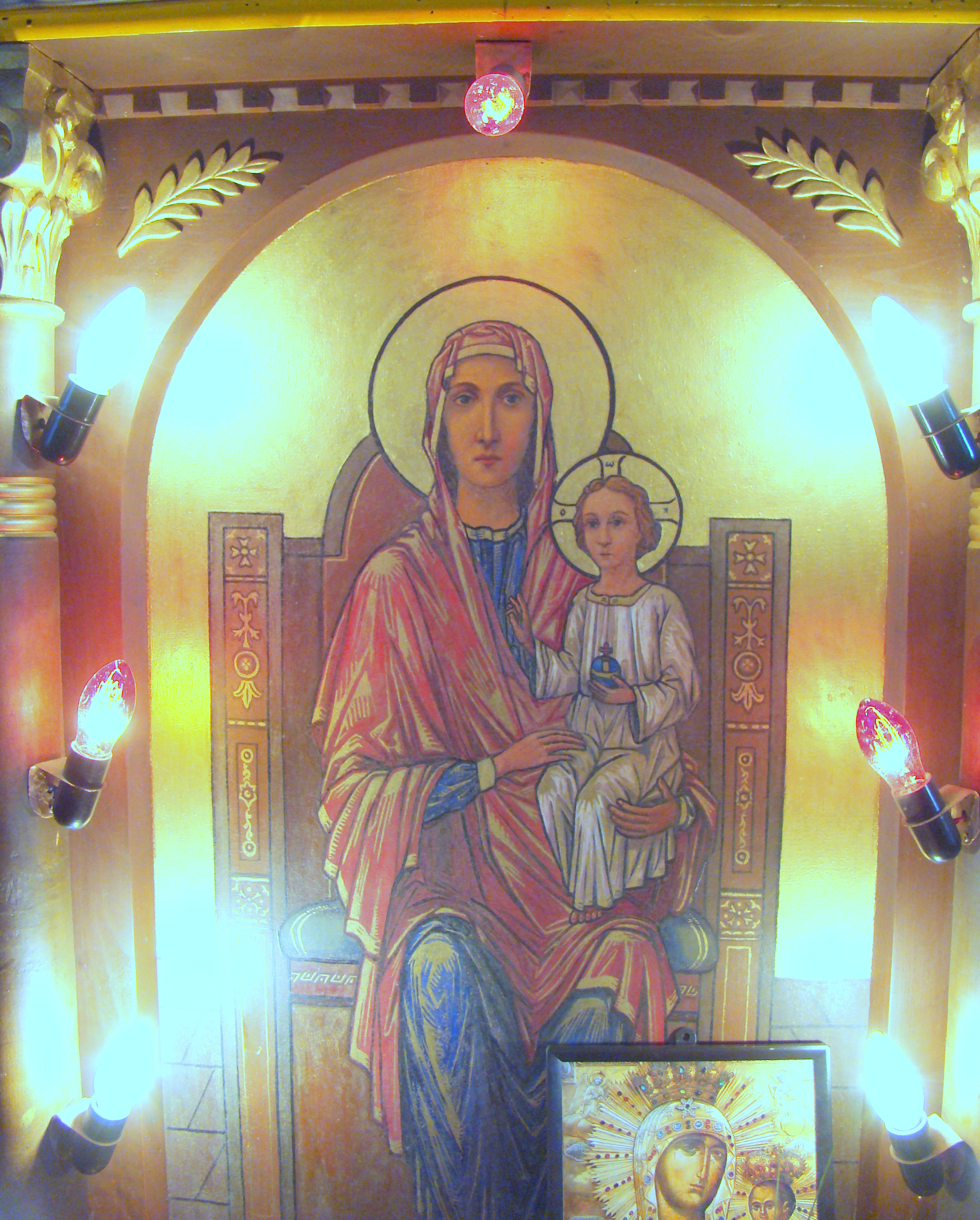
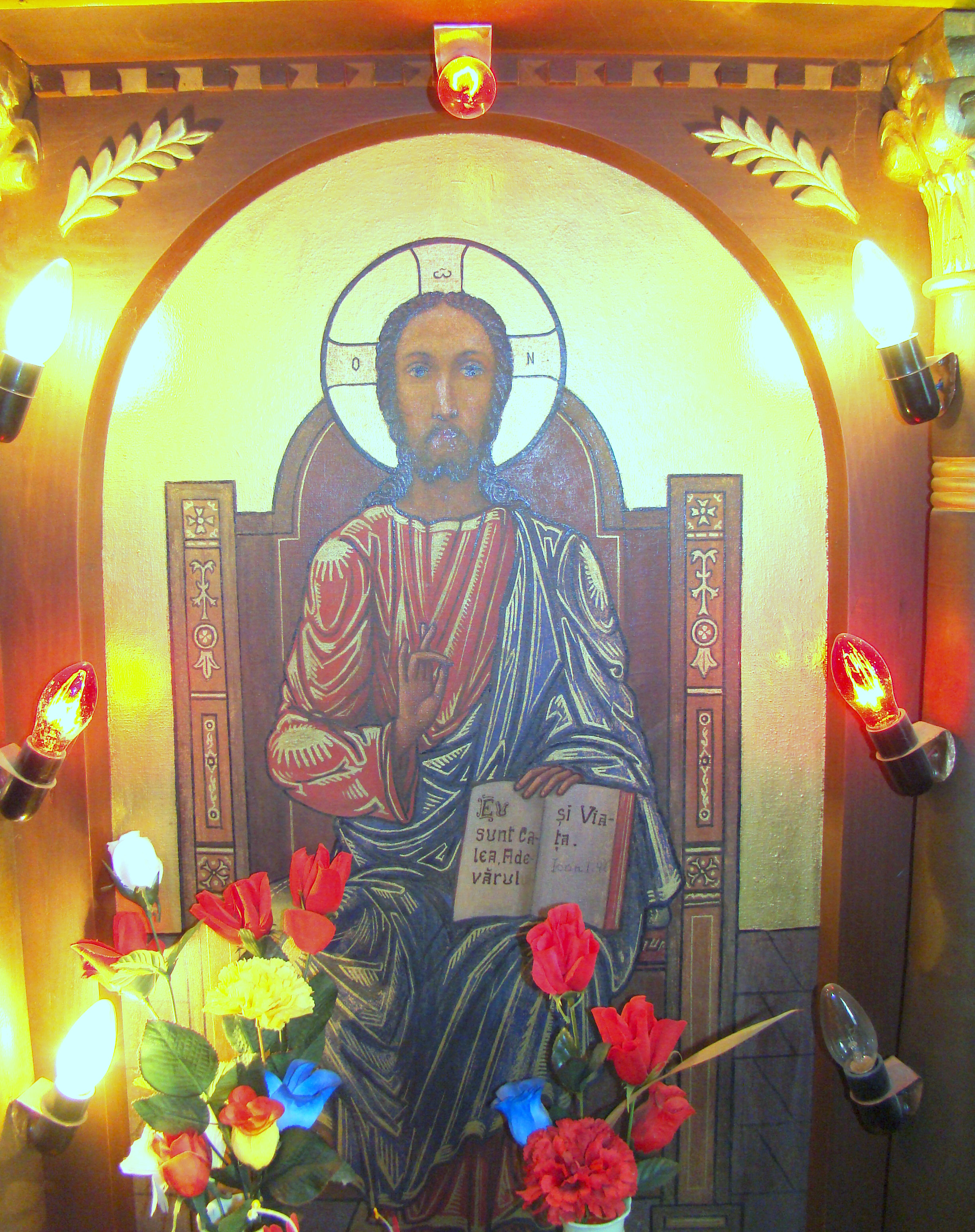
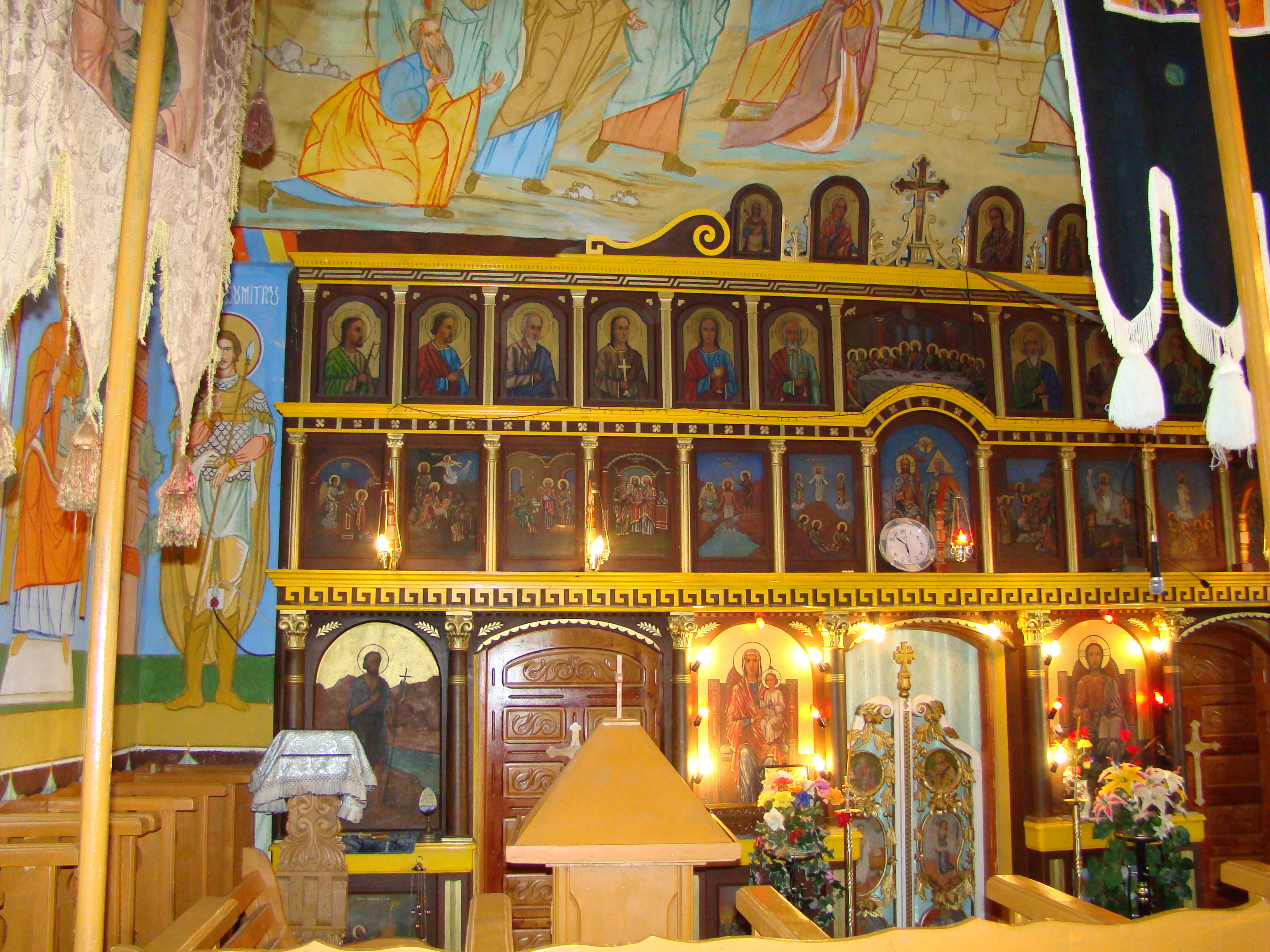
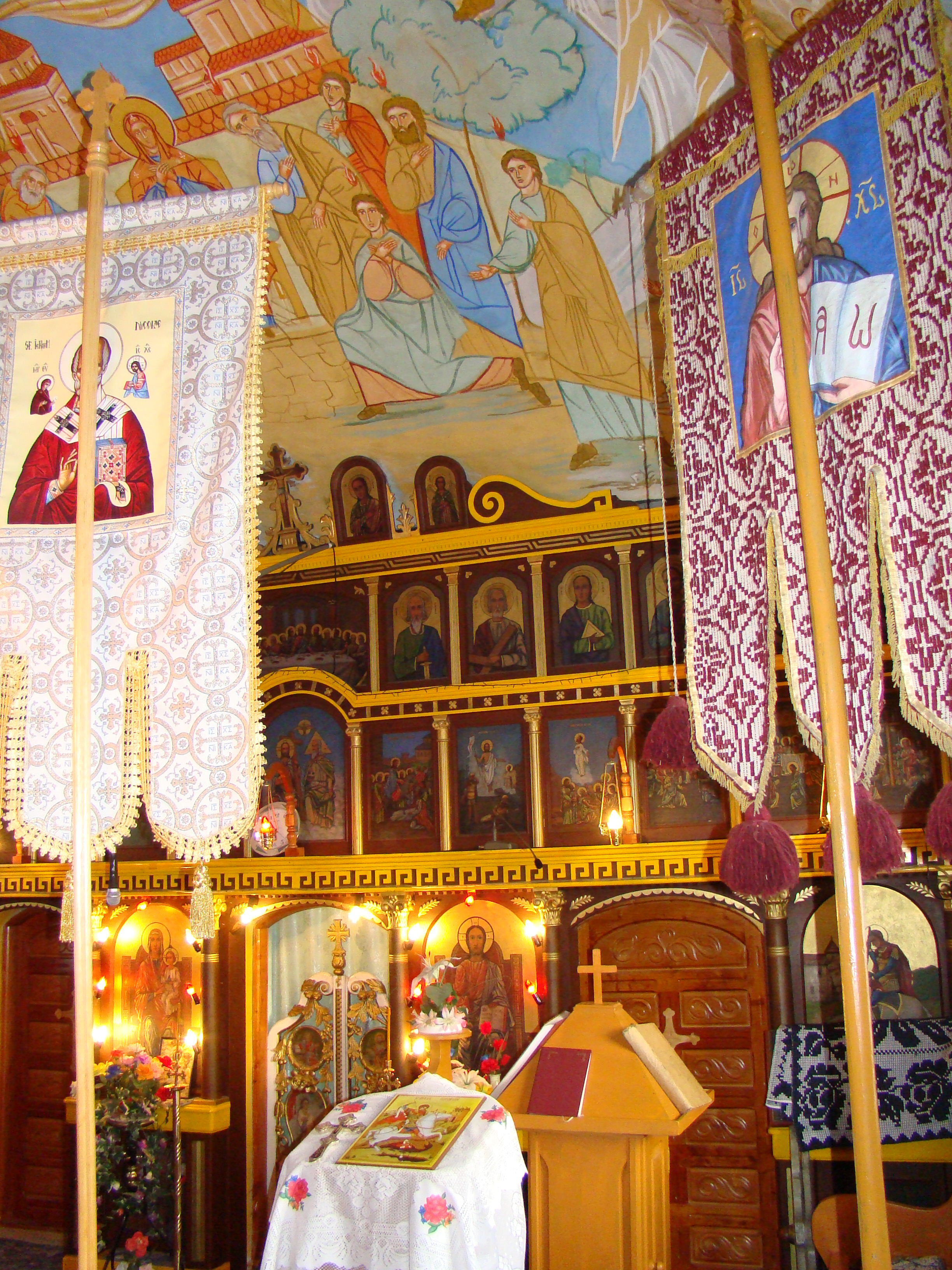
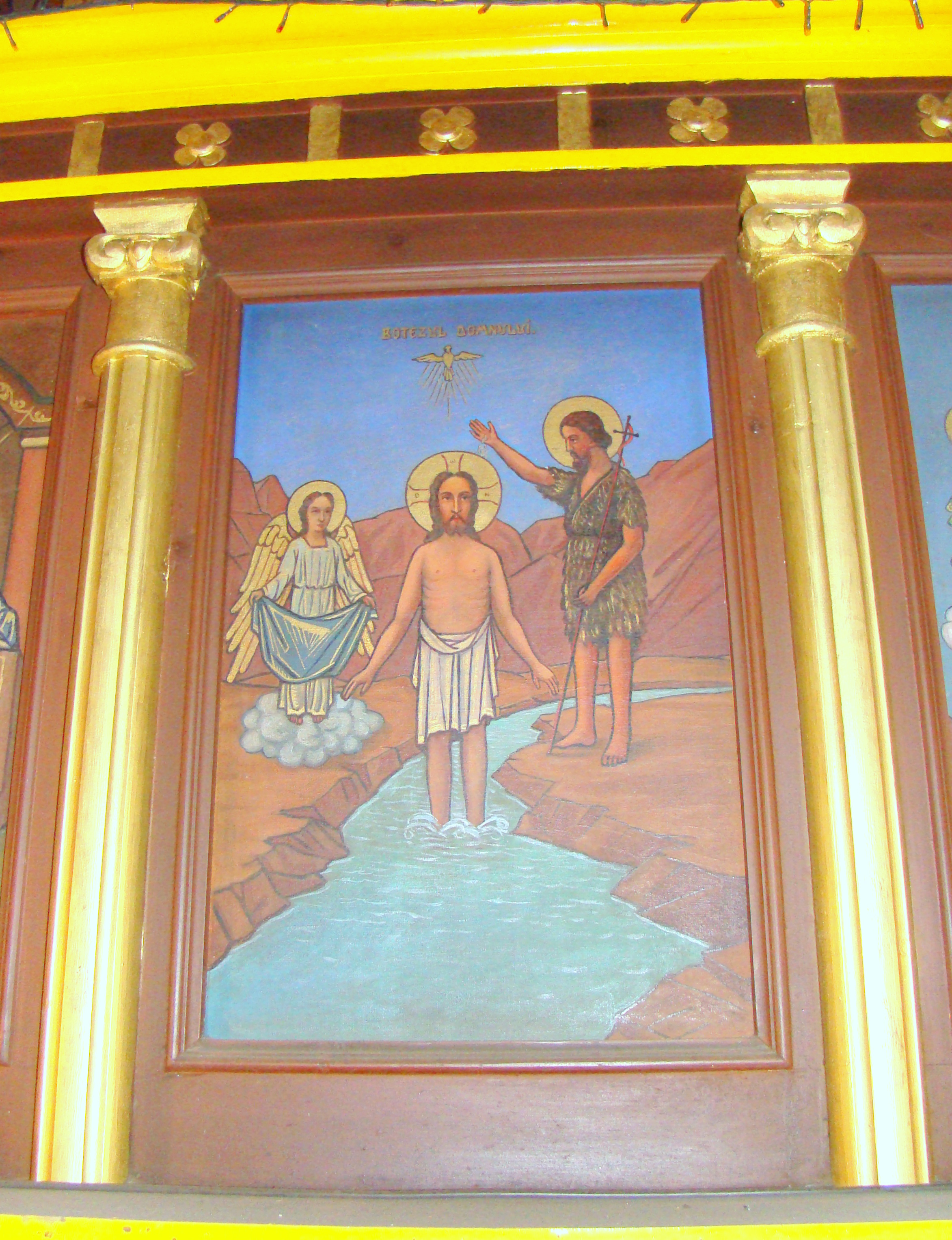
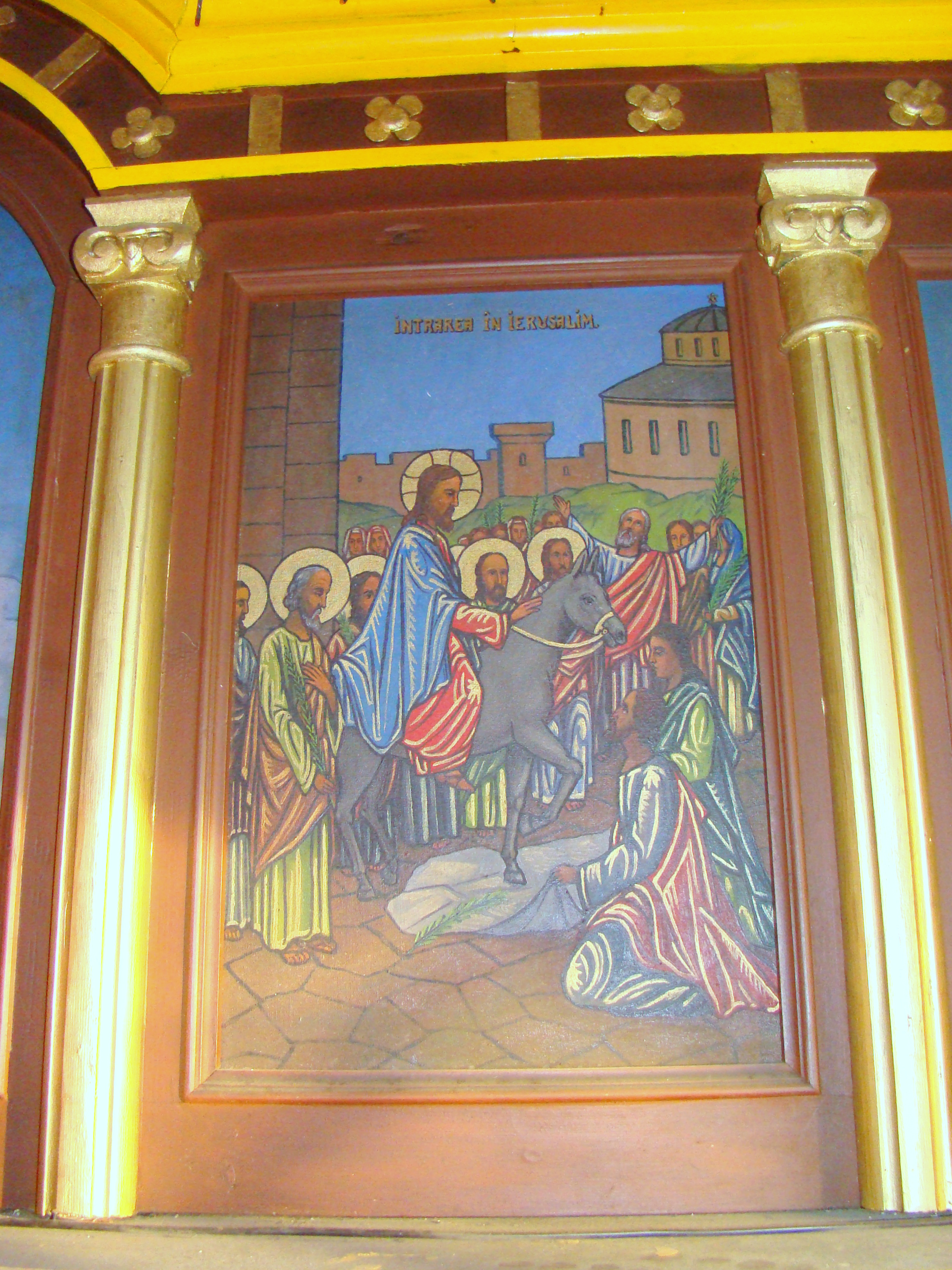
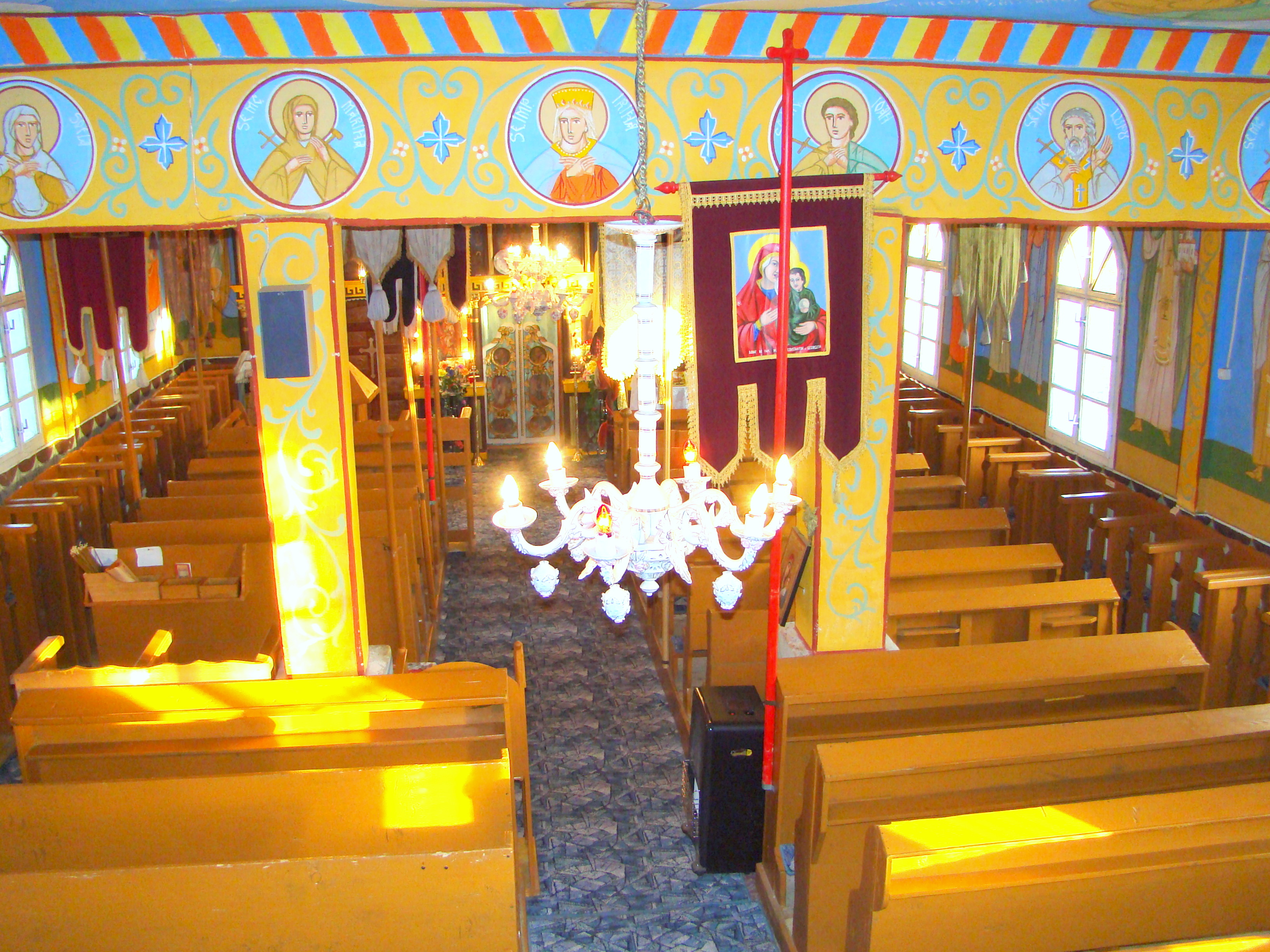
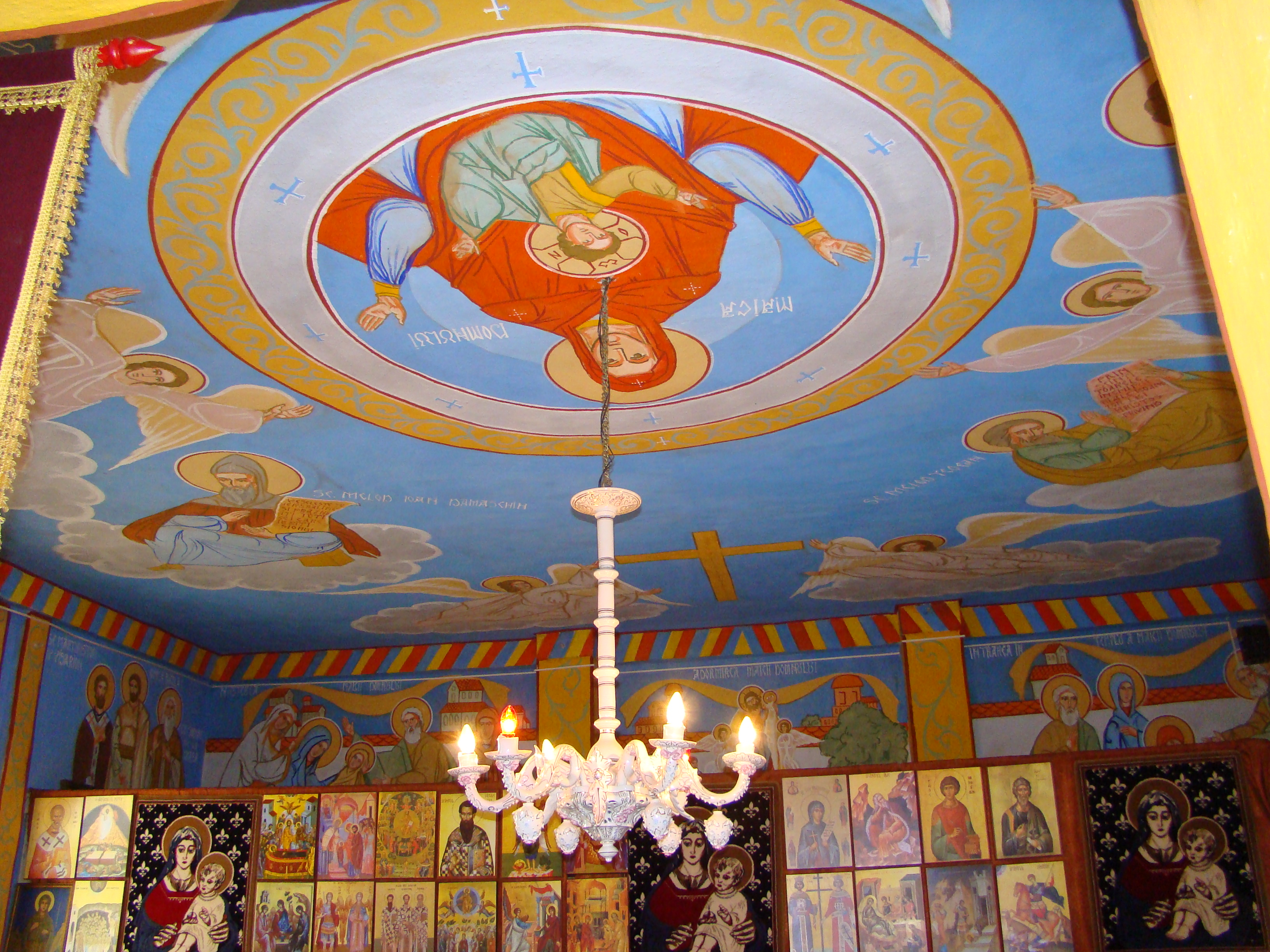
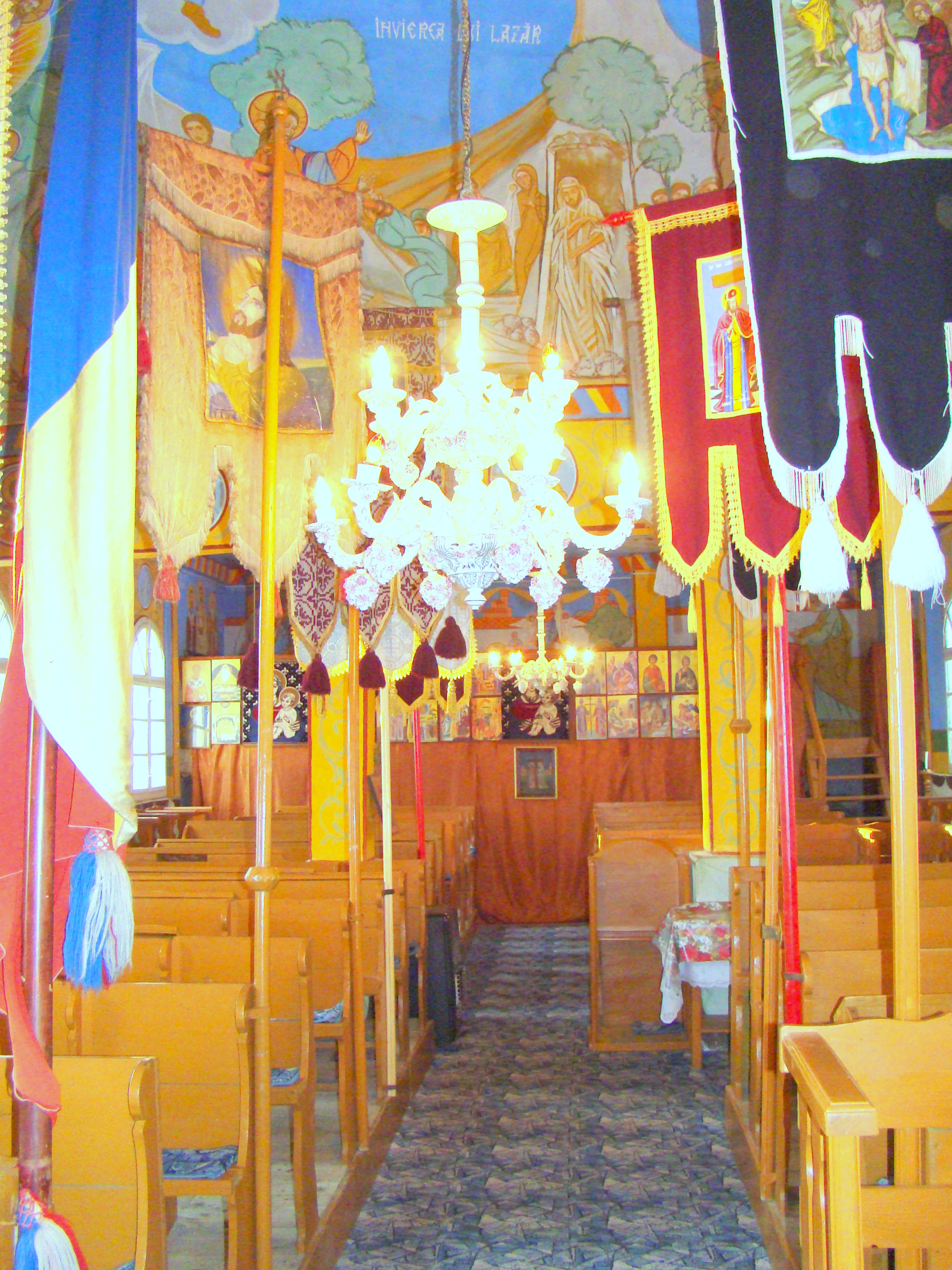

## Imagini din exterior

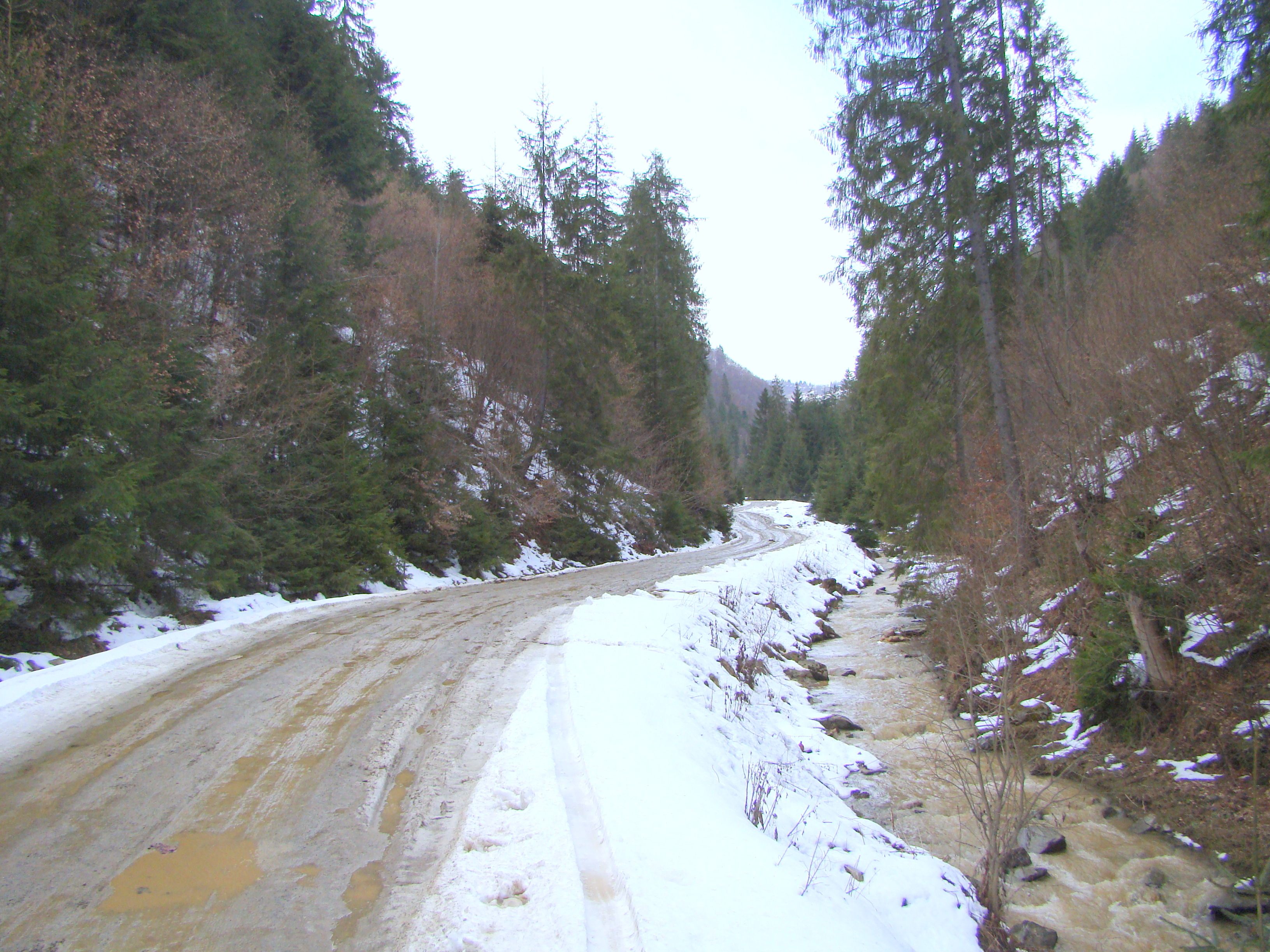
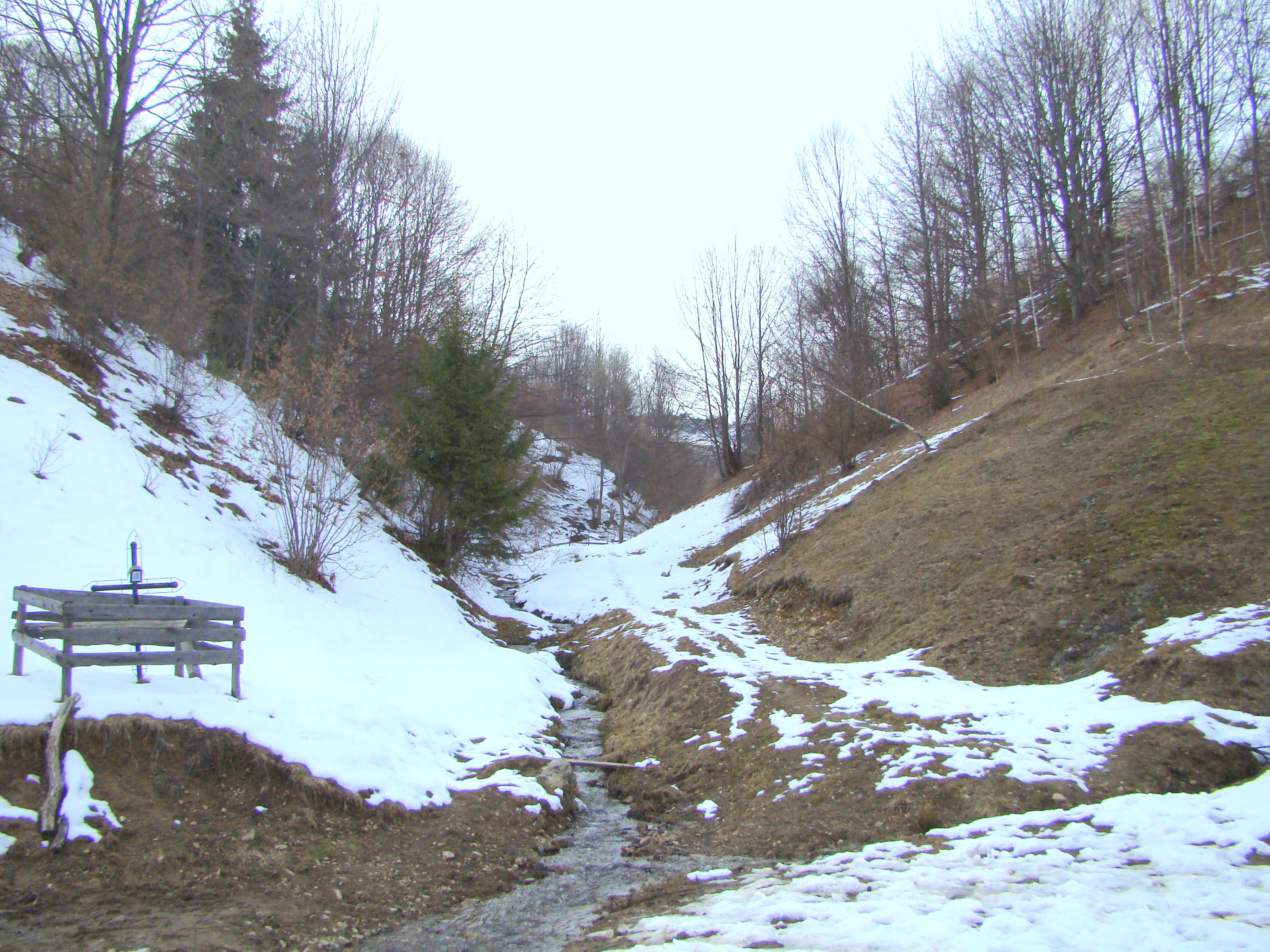
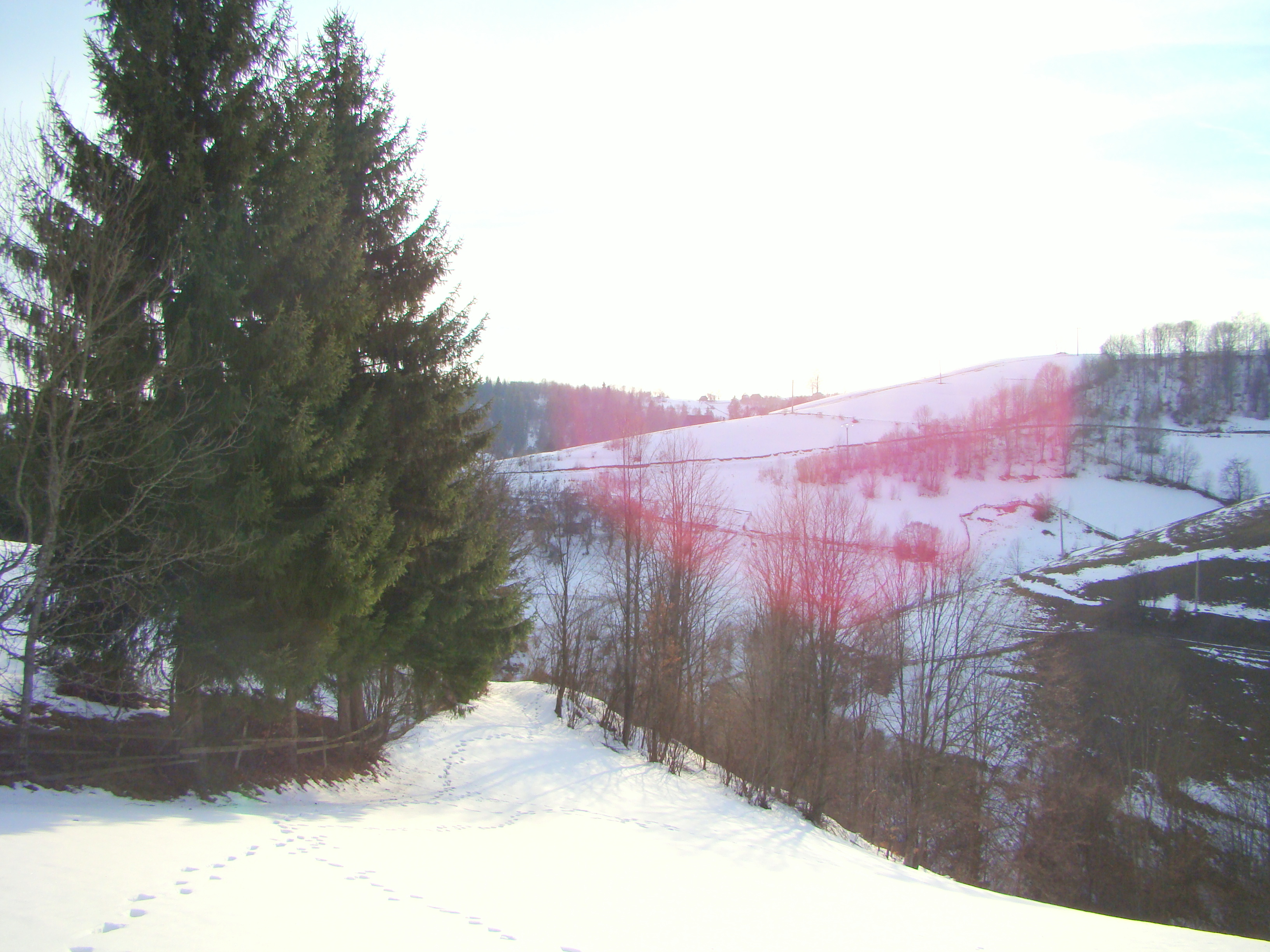
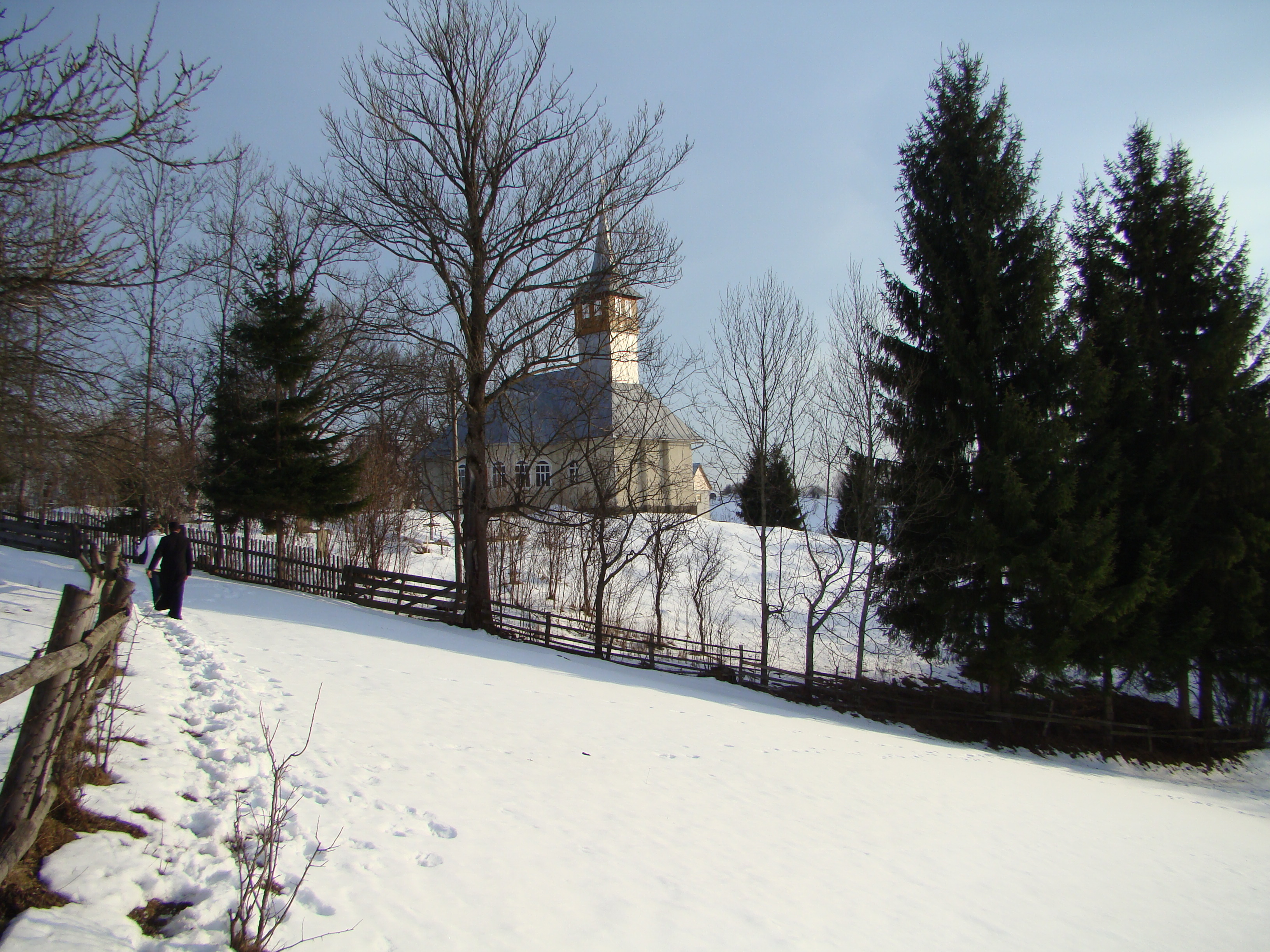
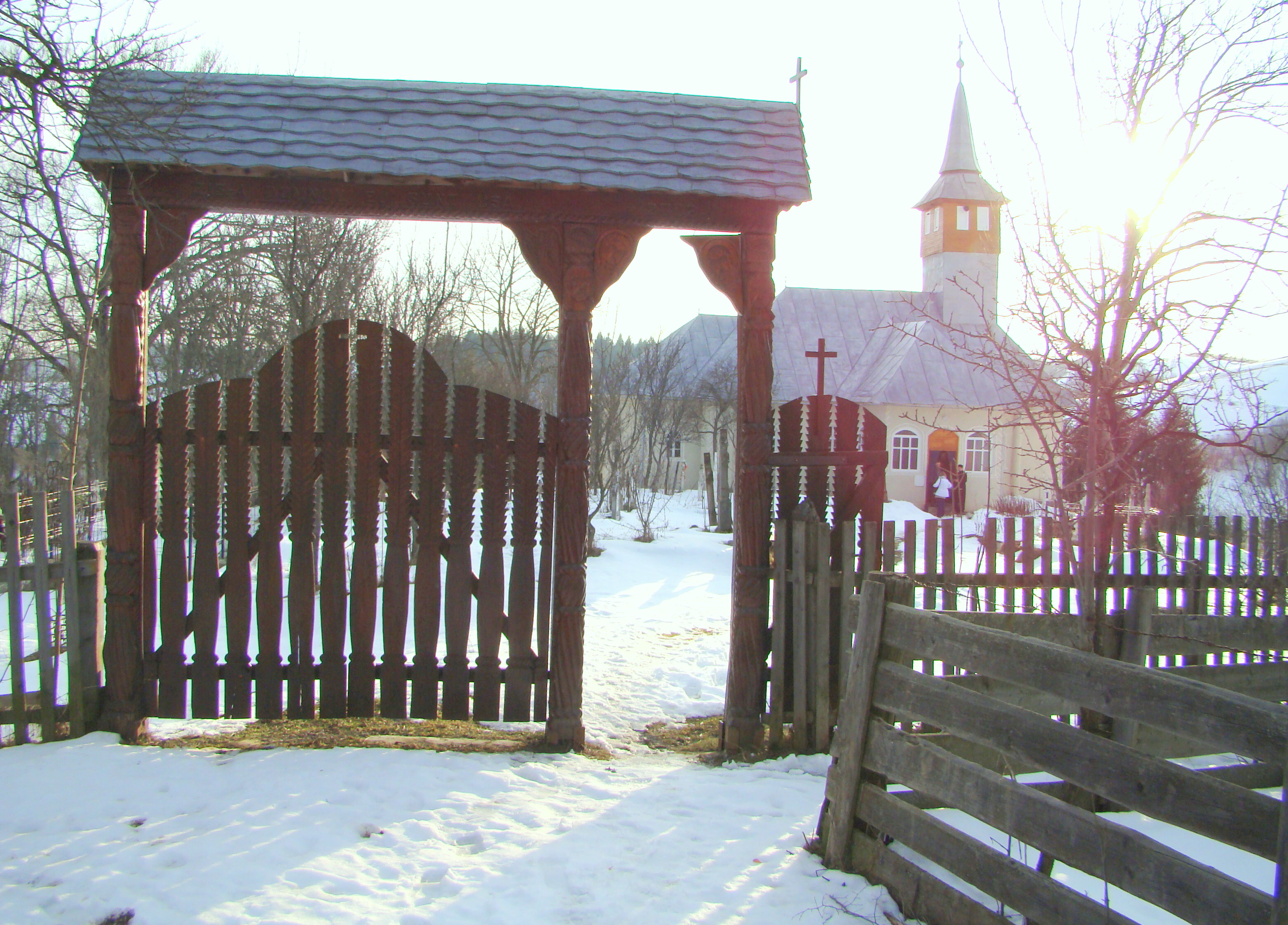
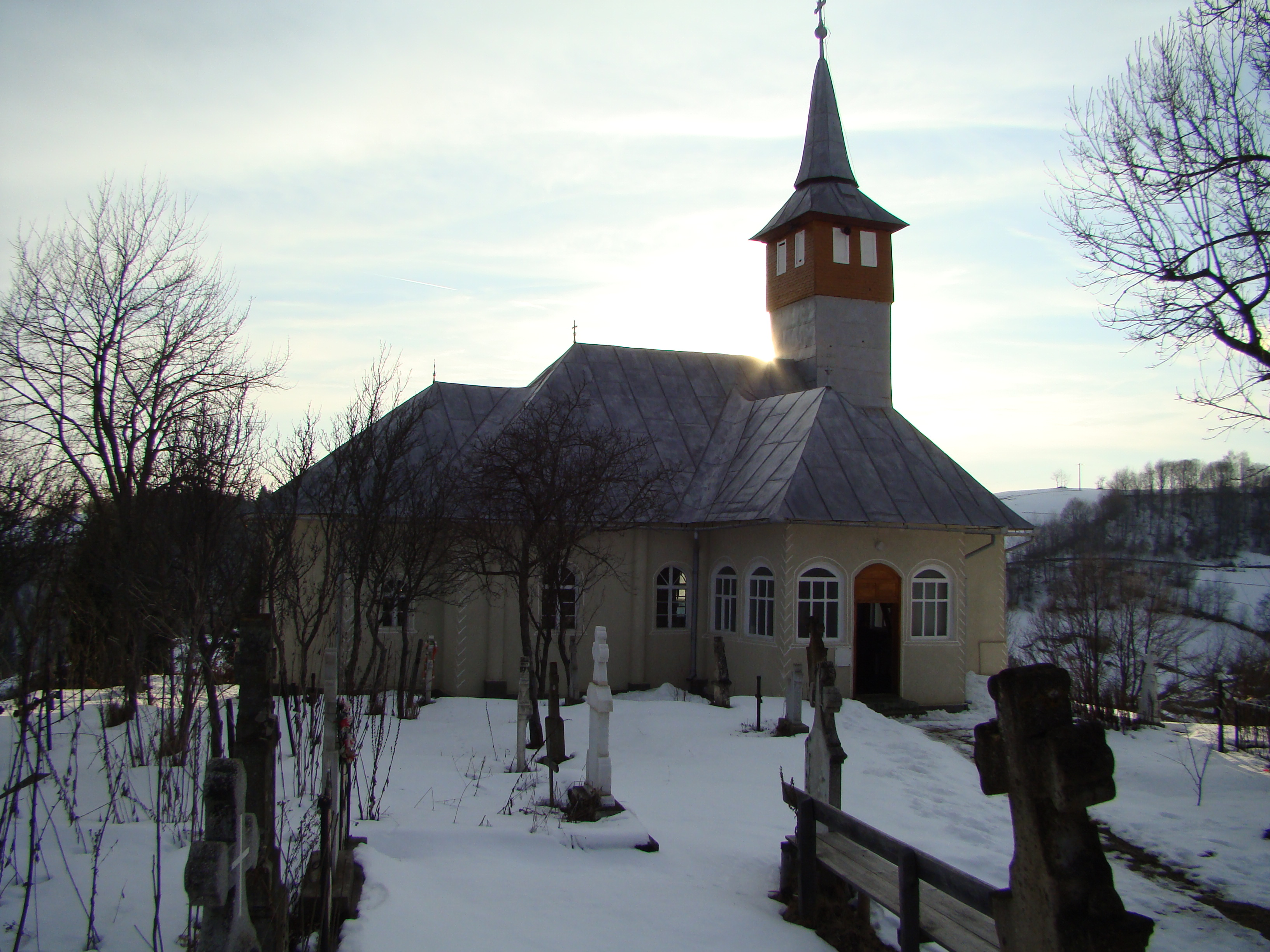
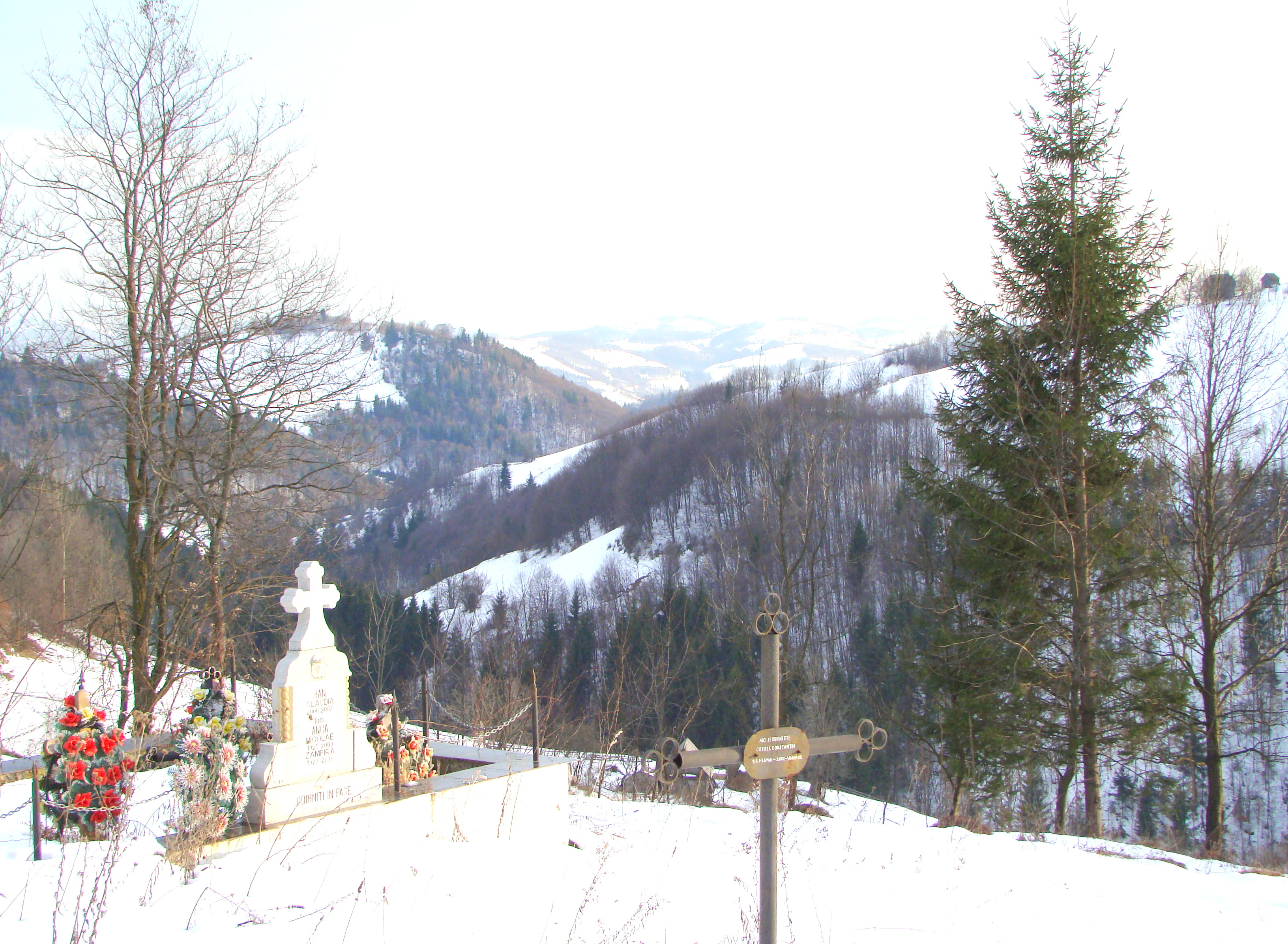
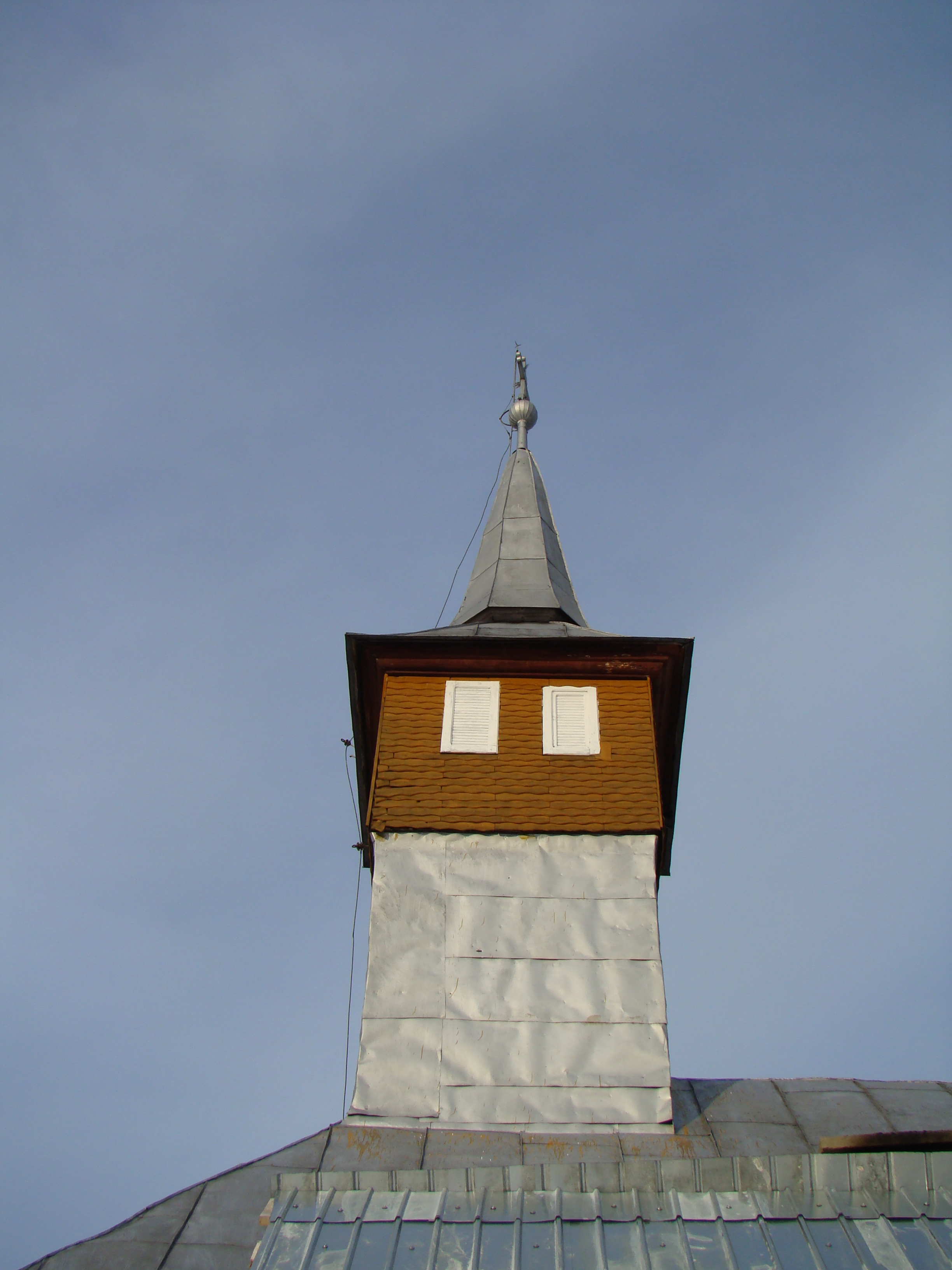
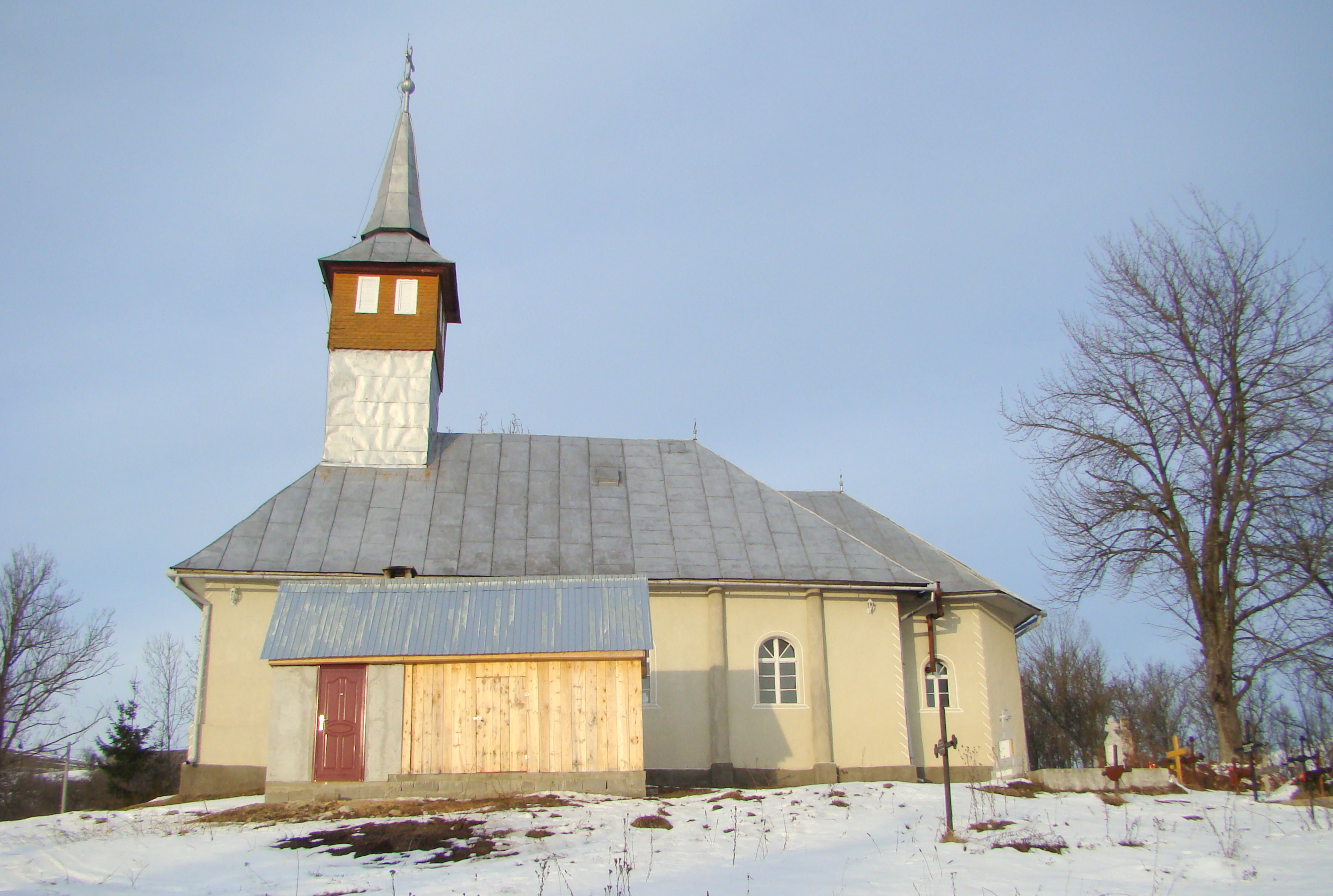
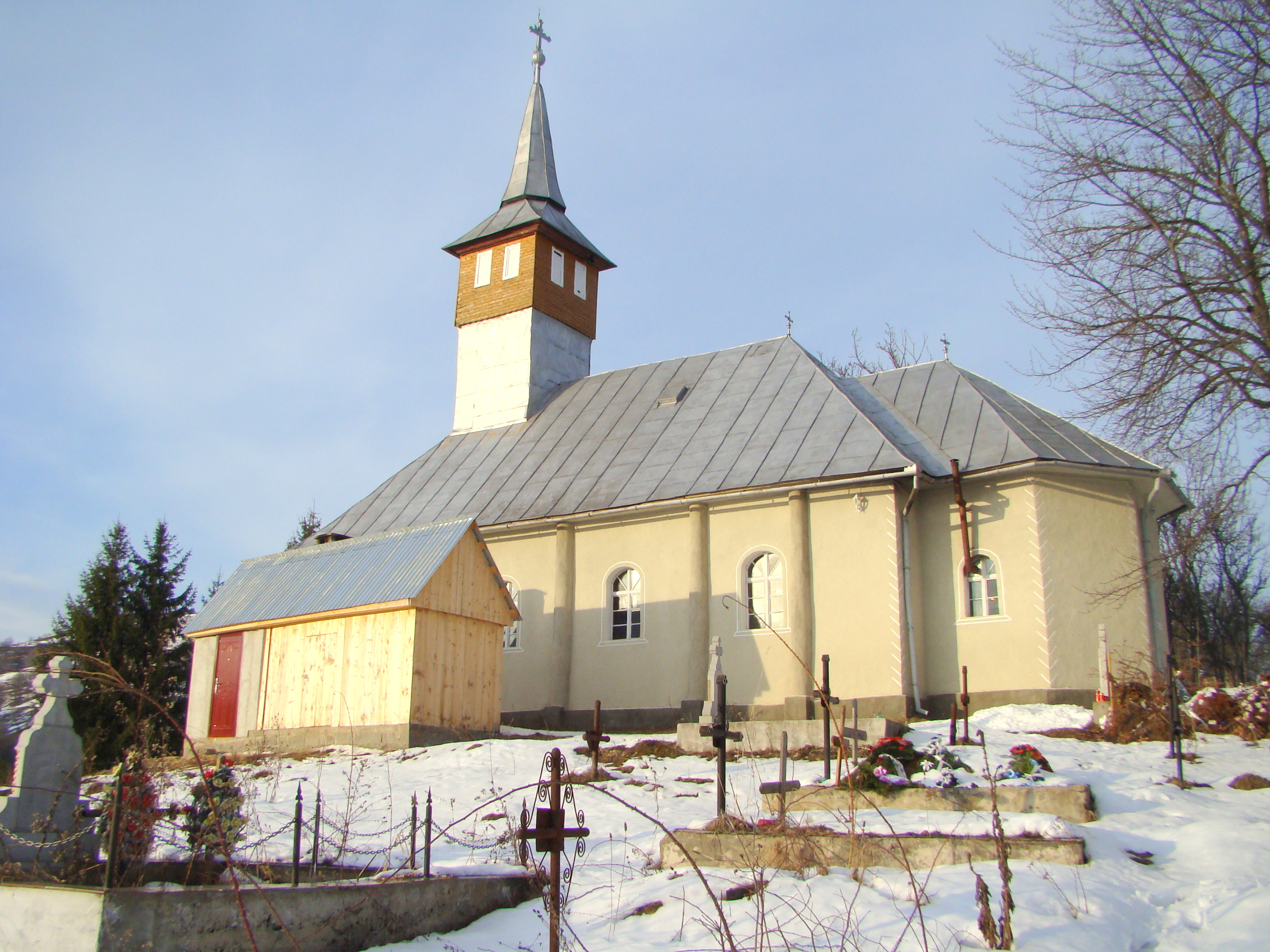
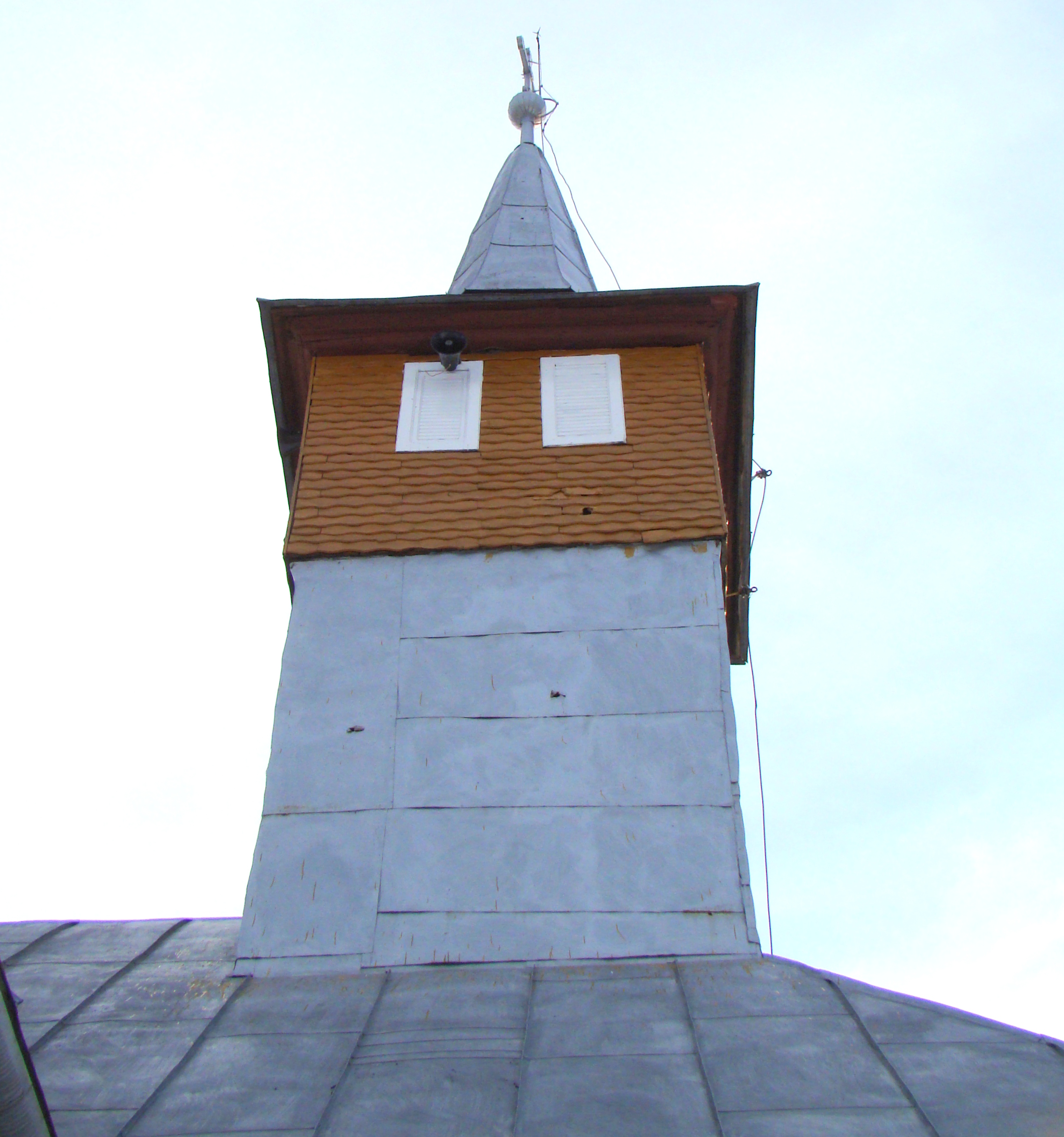
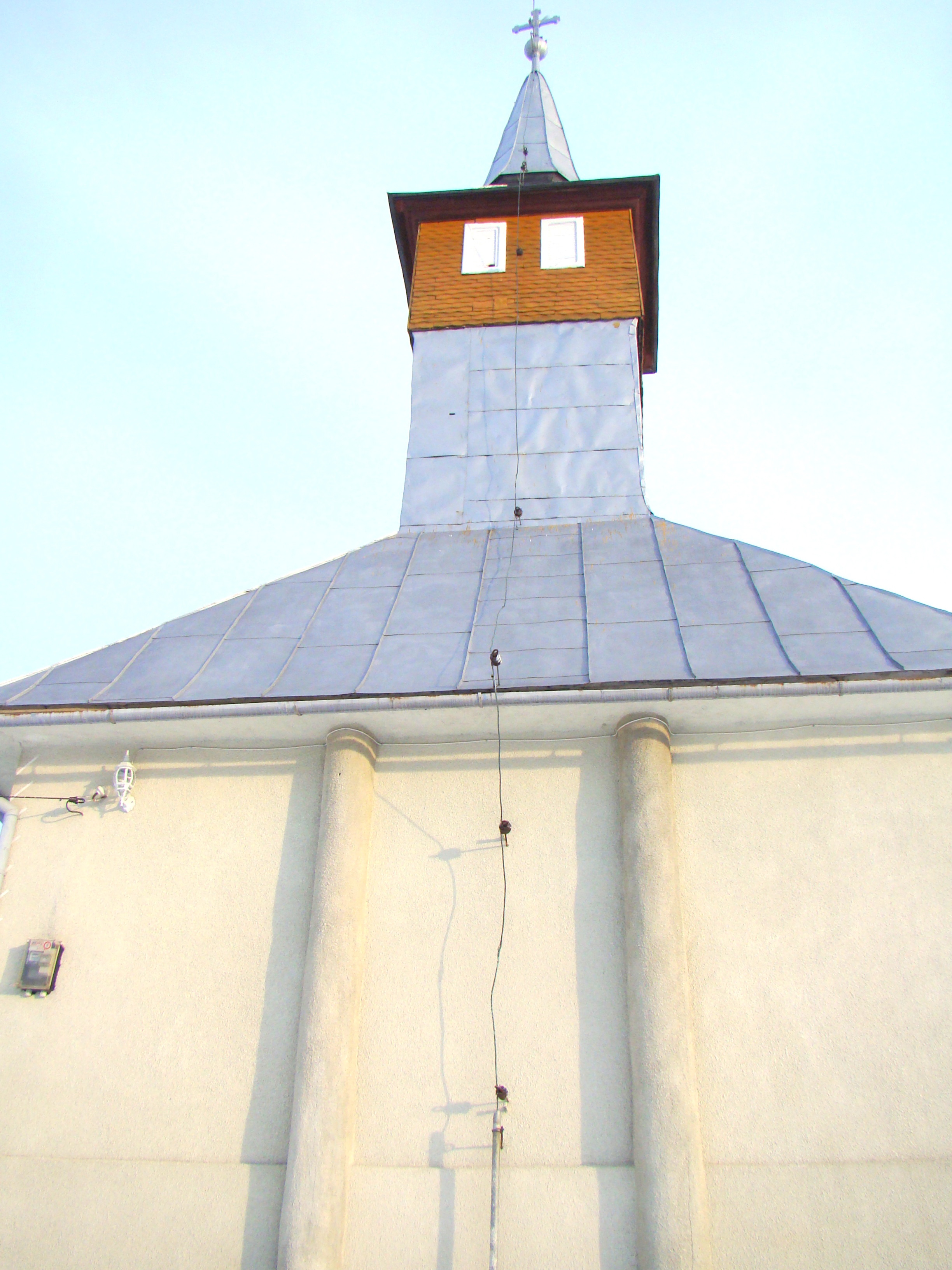
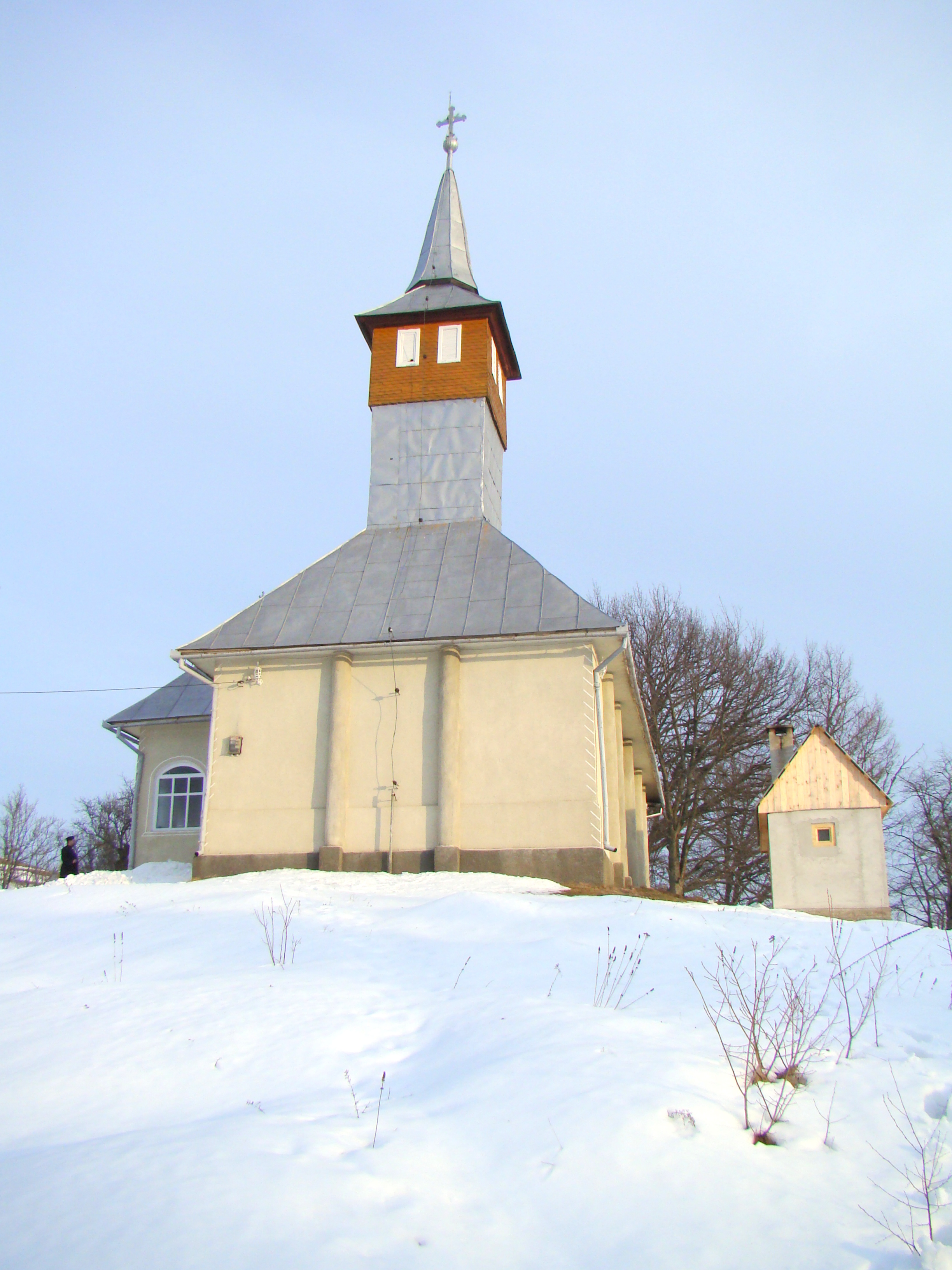
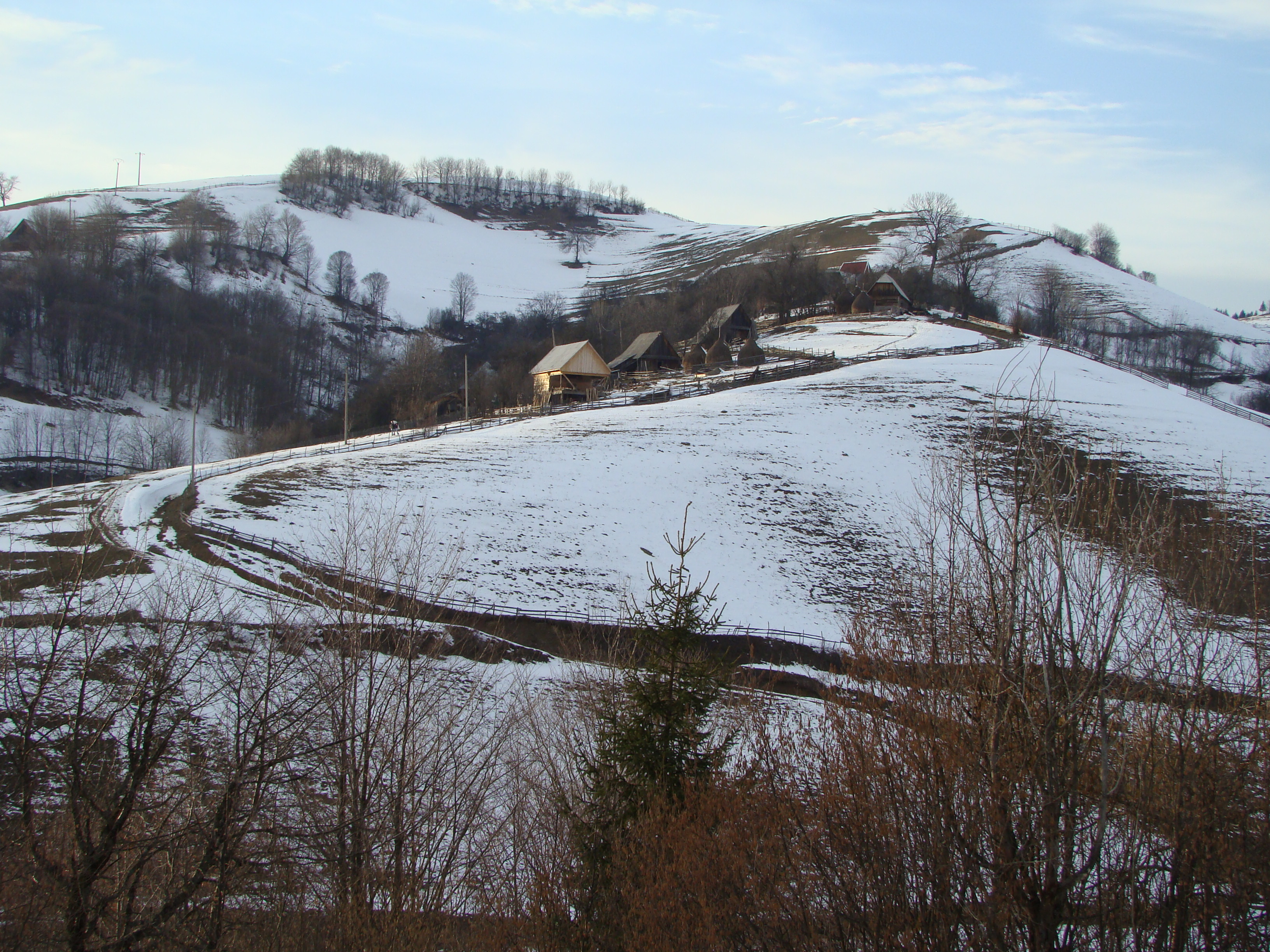
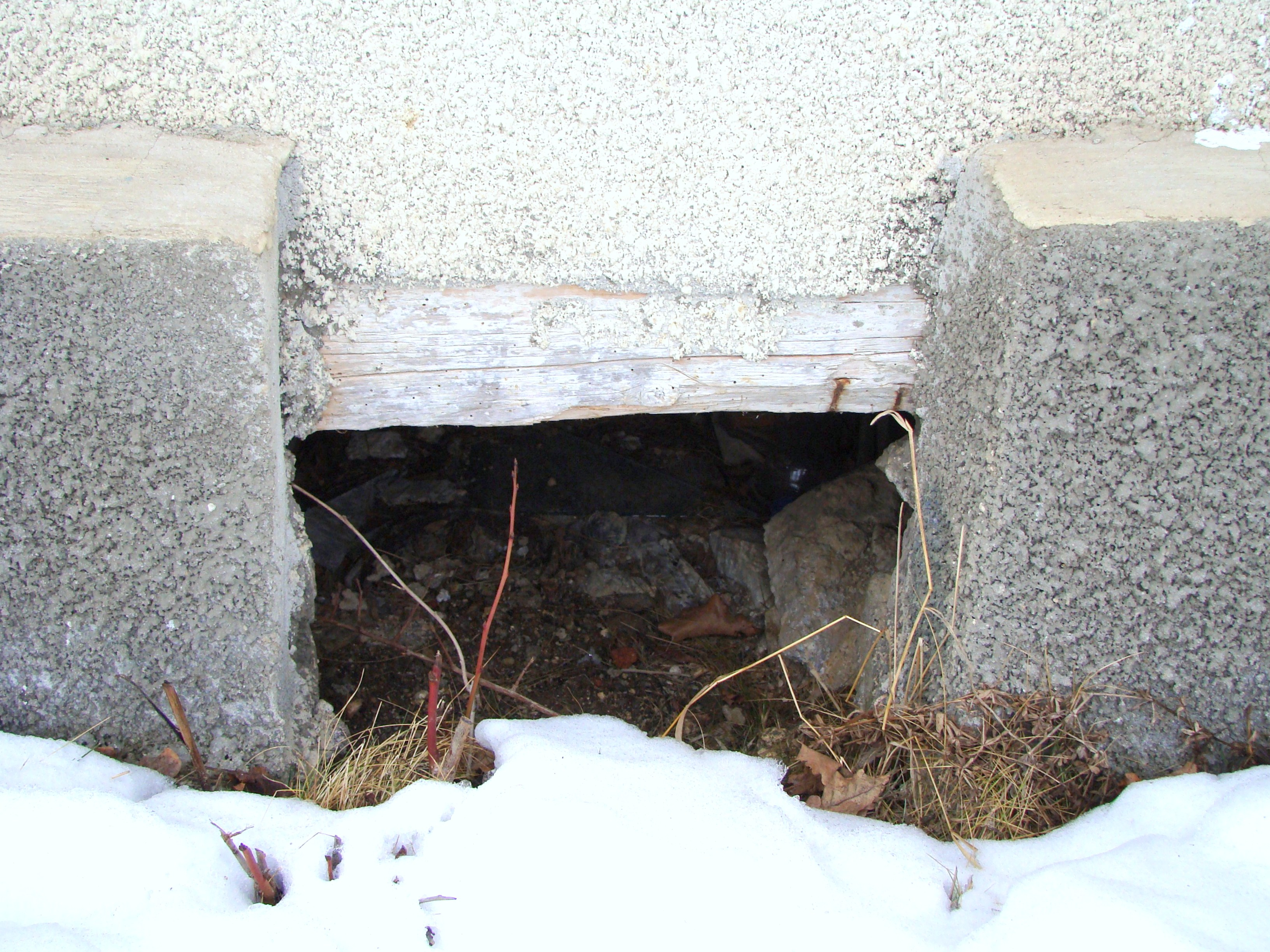
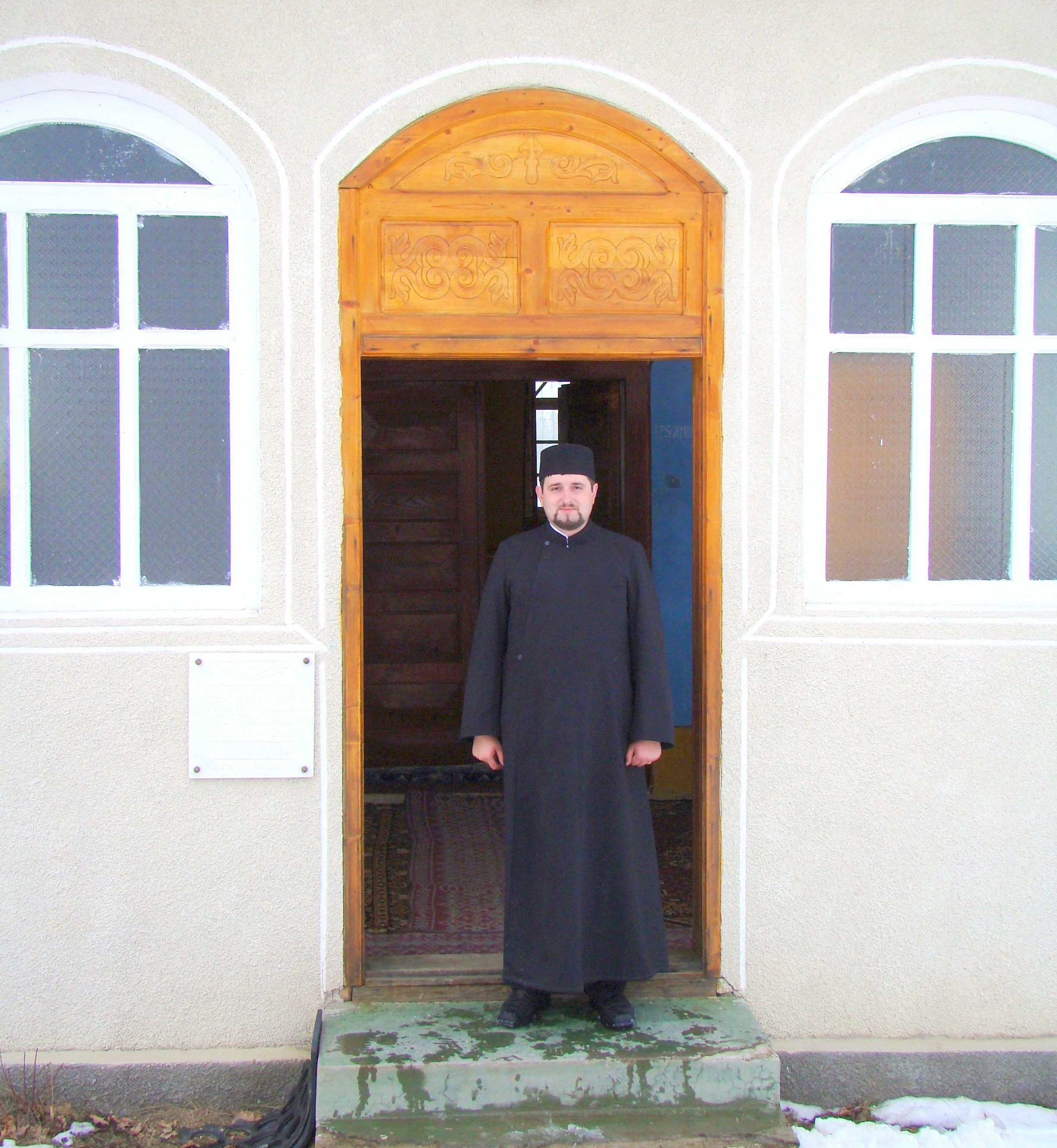
Preotul paroh Radu Jodeș Puiuleț
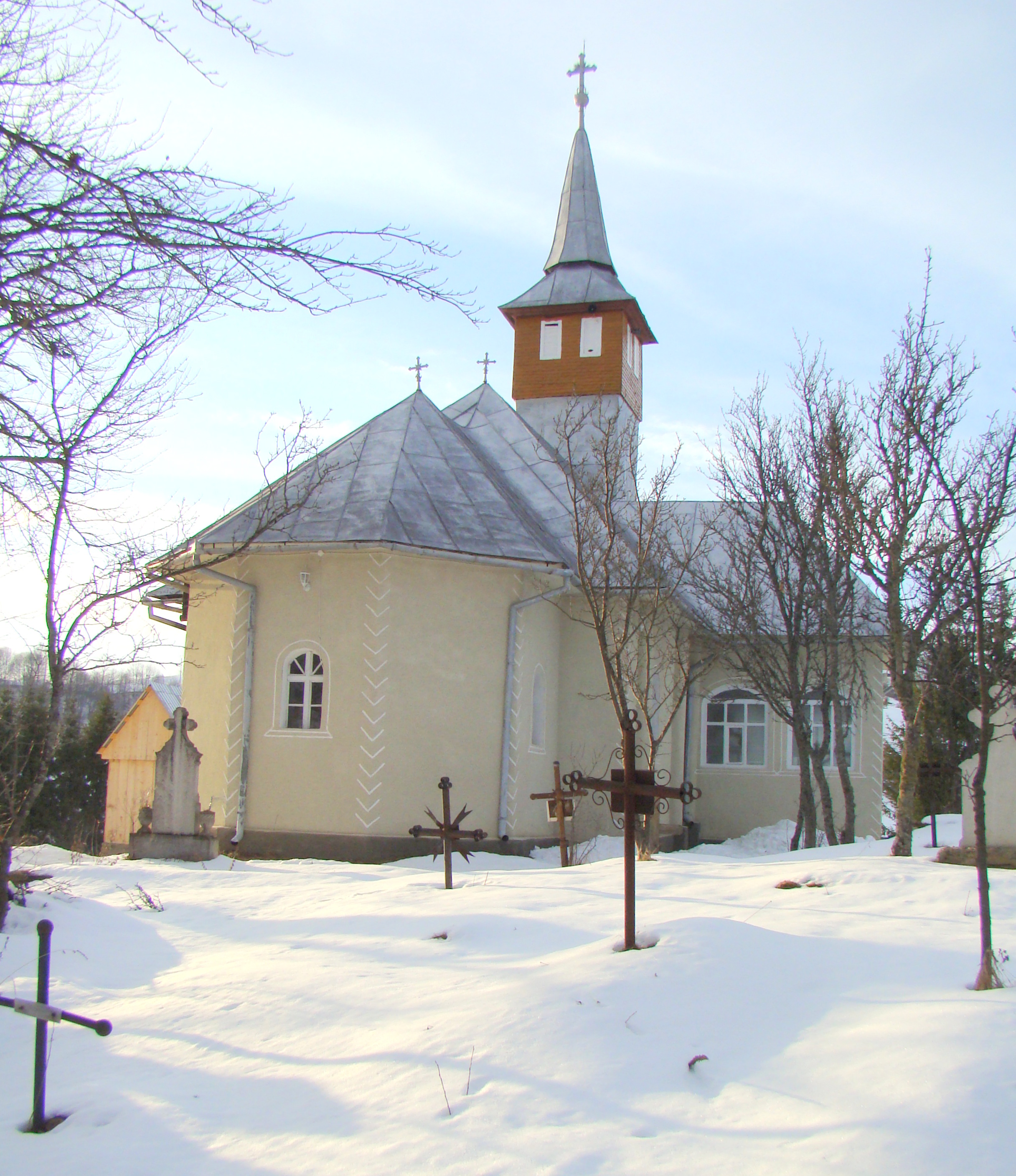
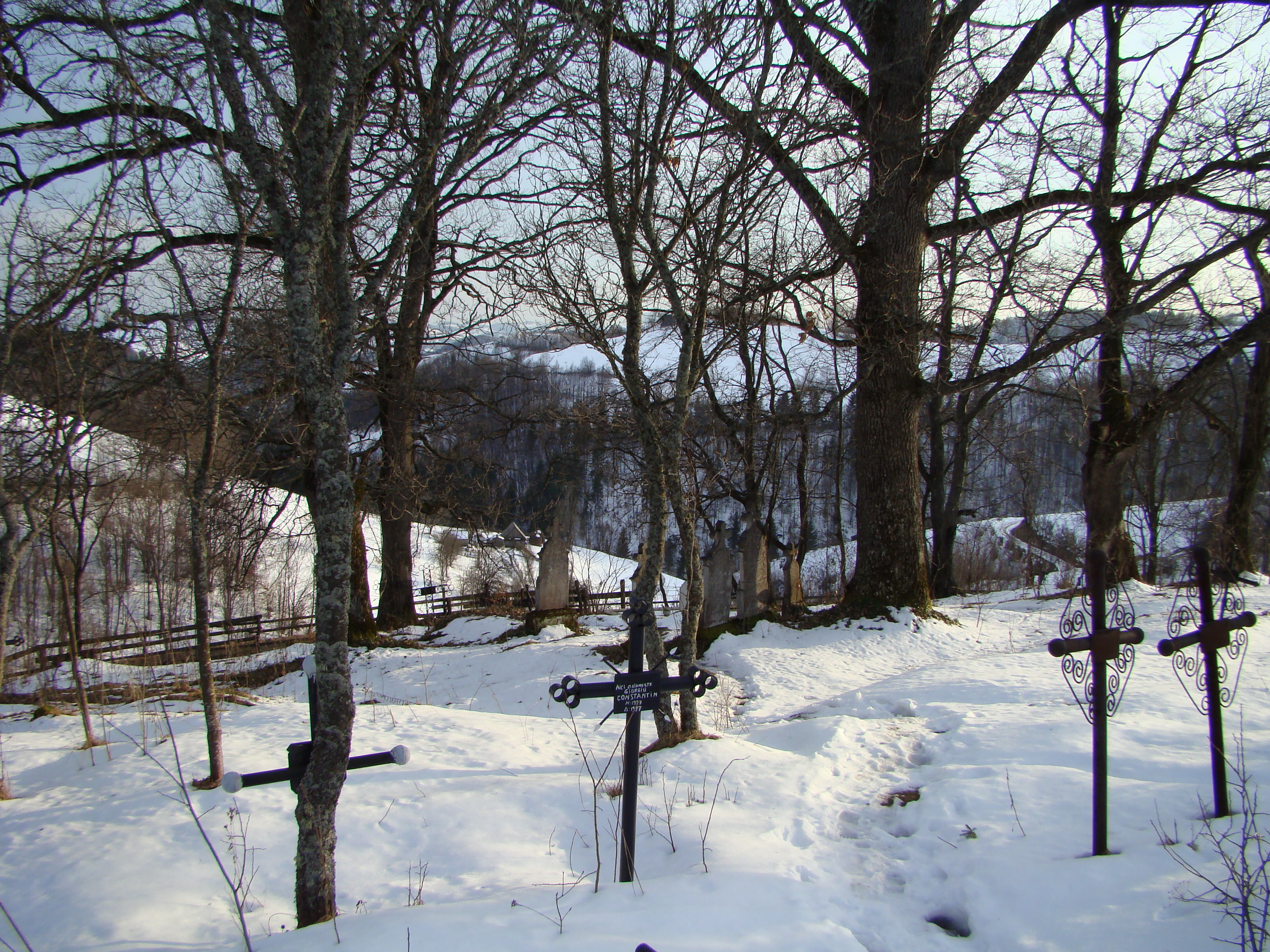
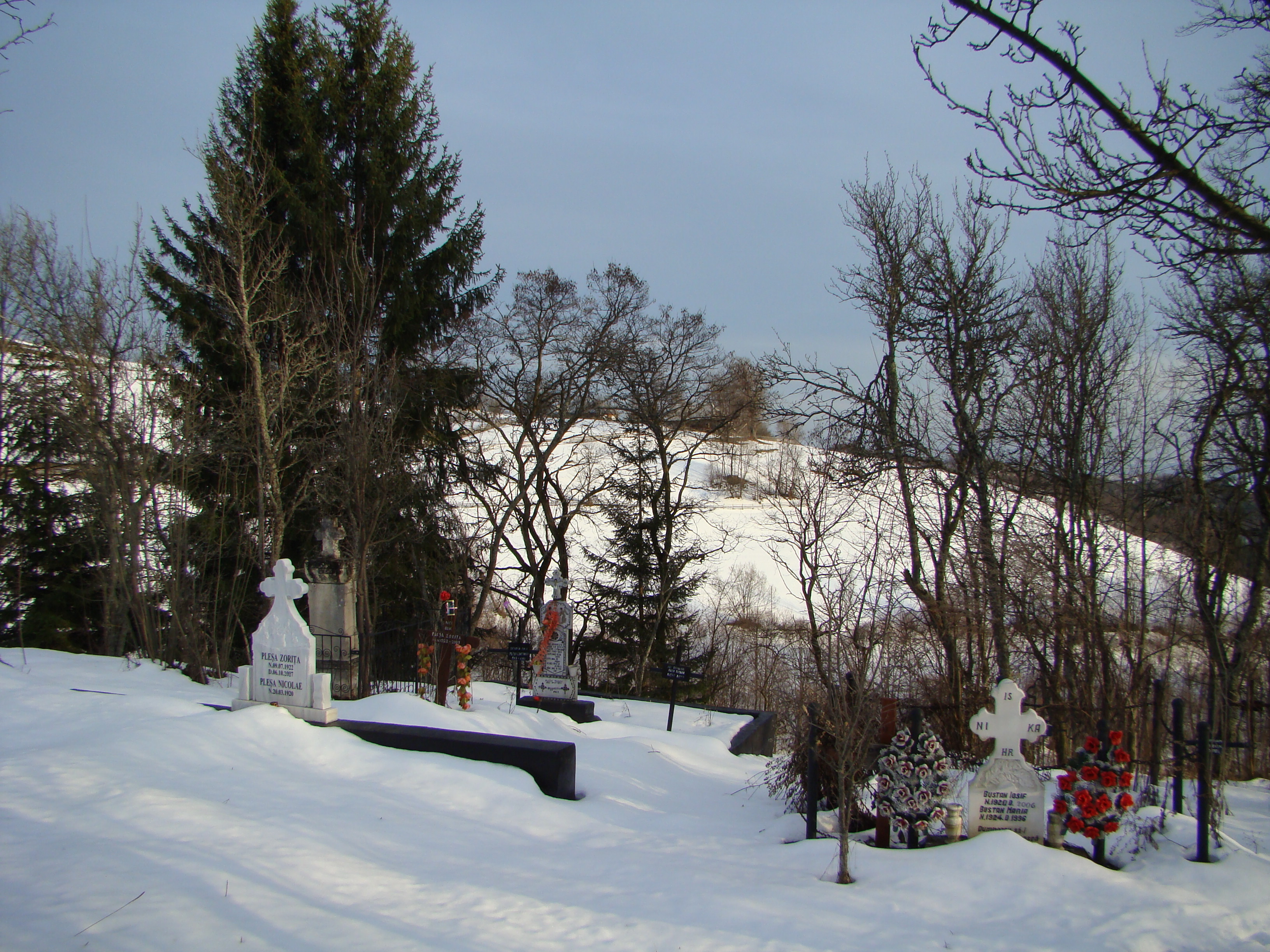
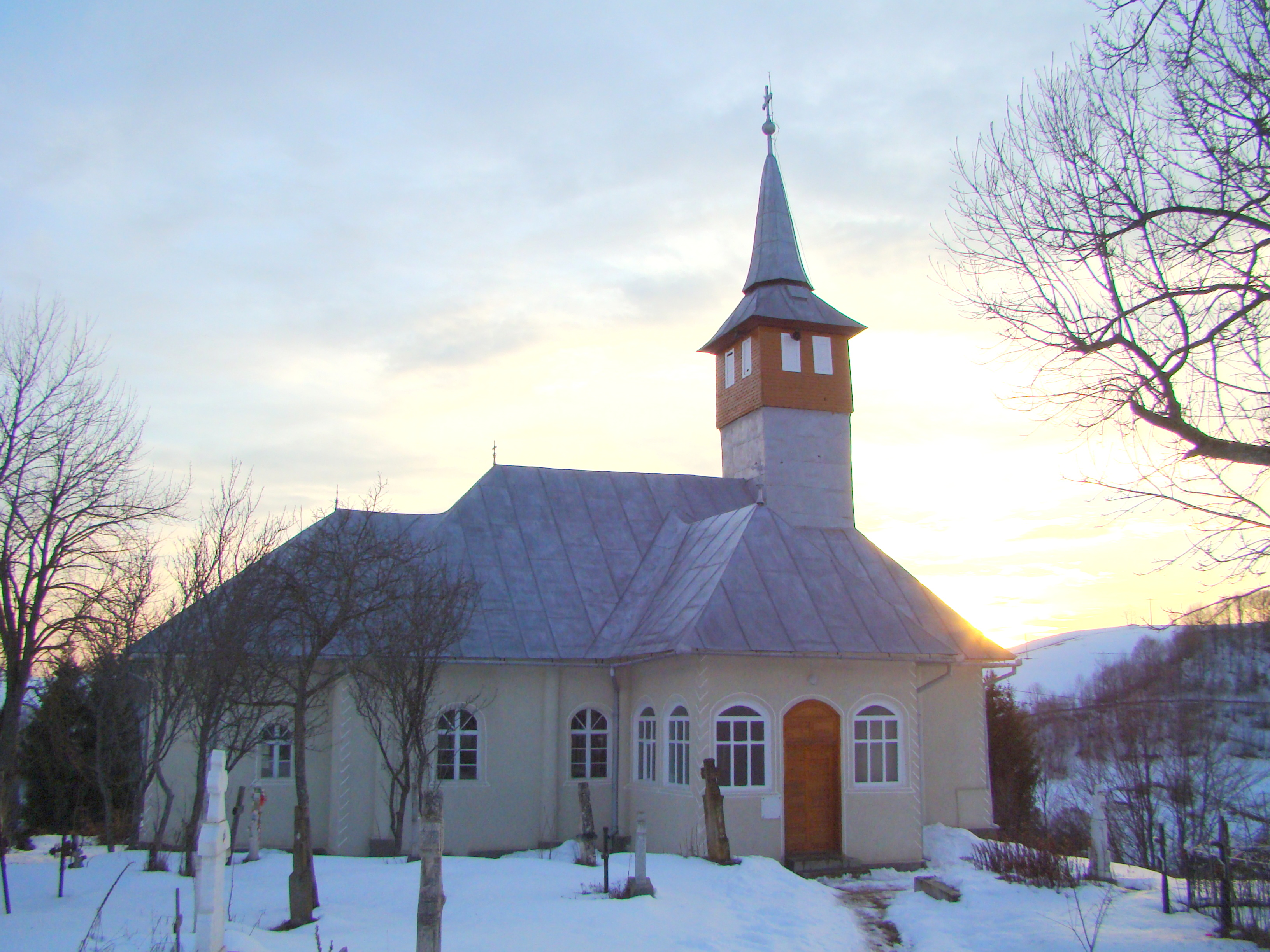
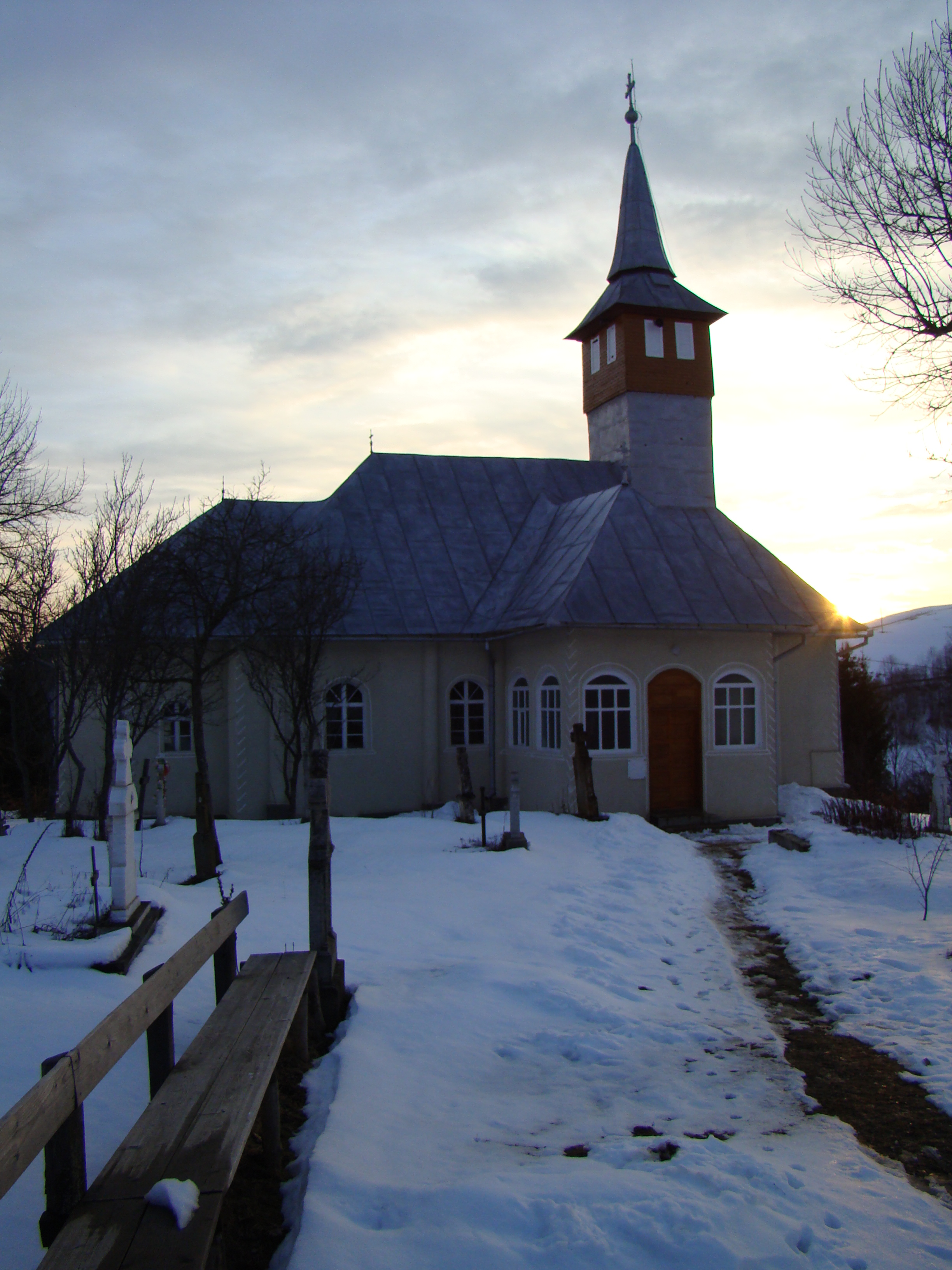
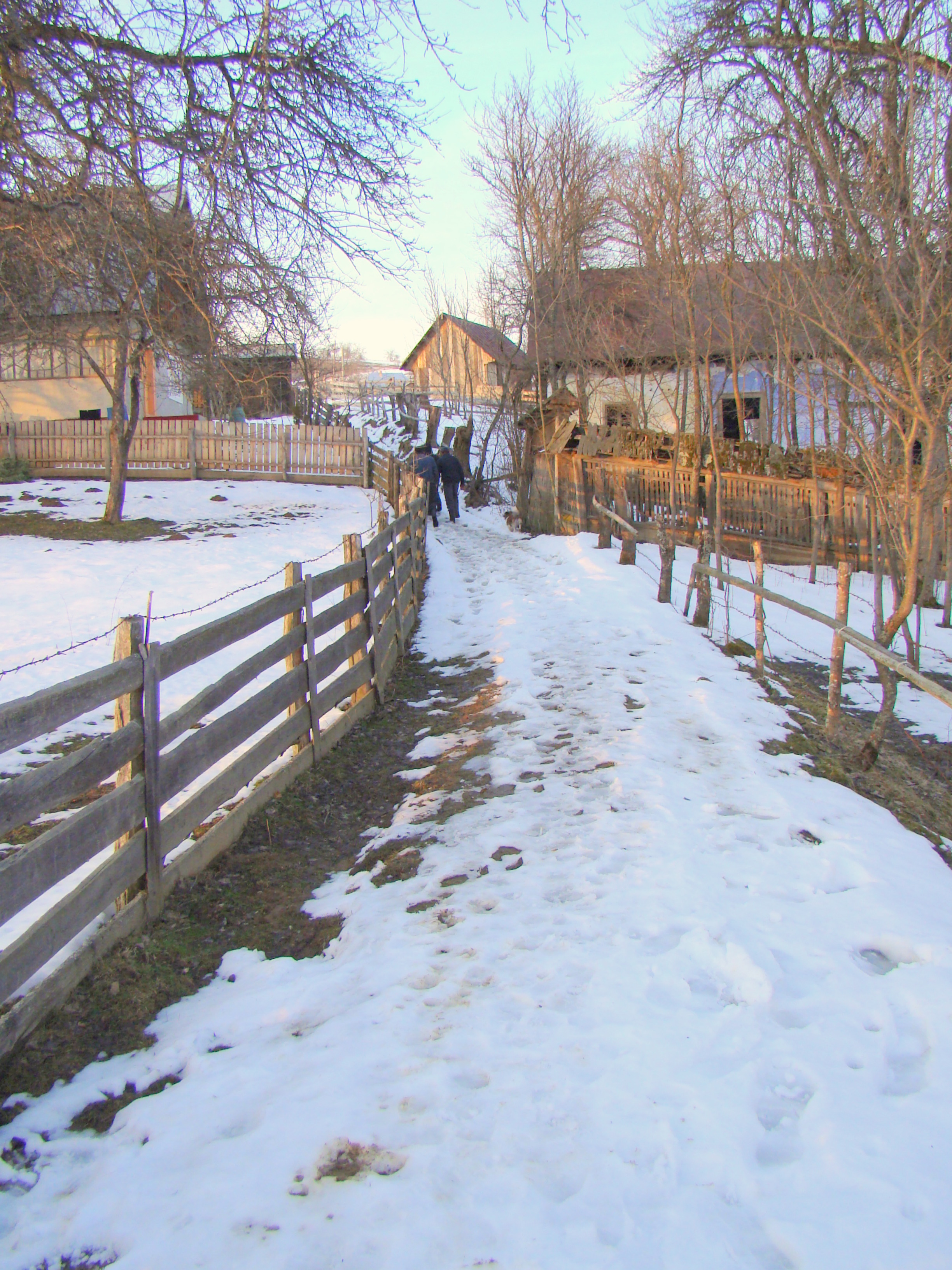
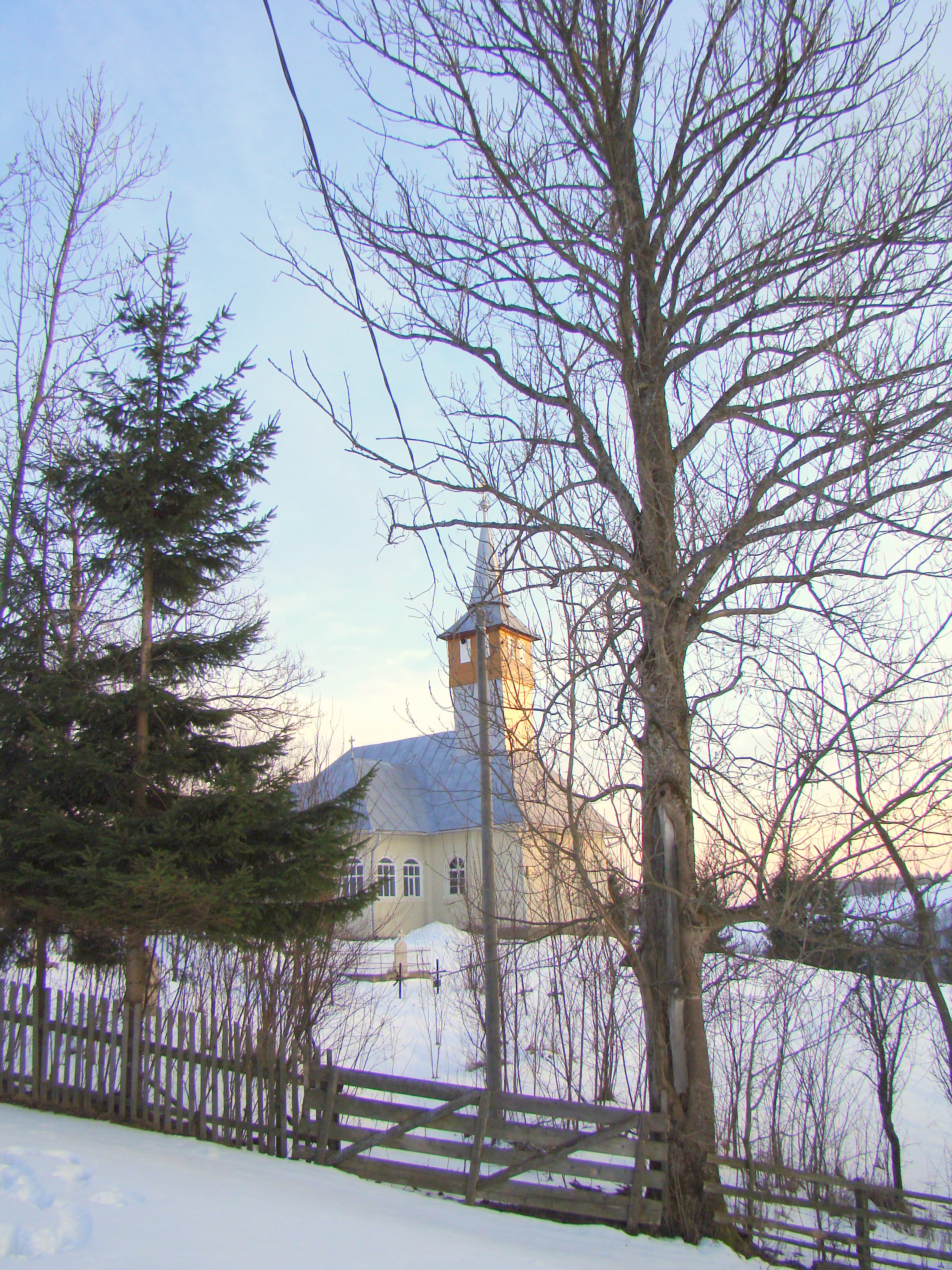
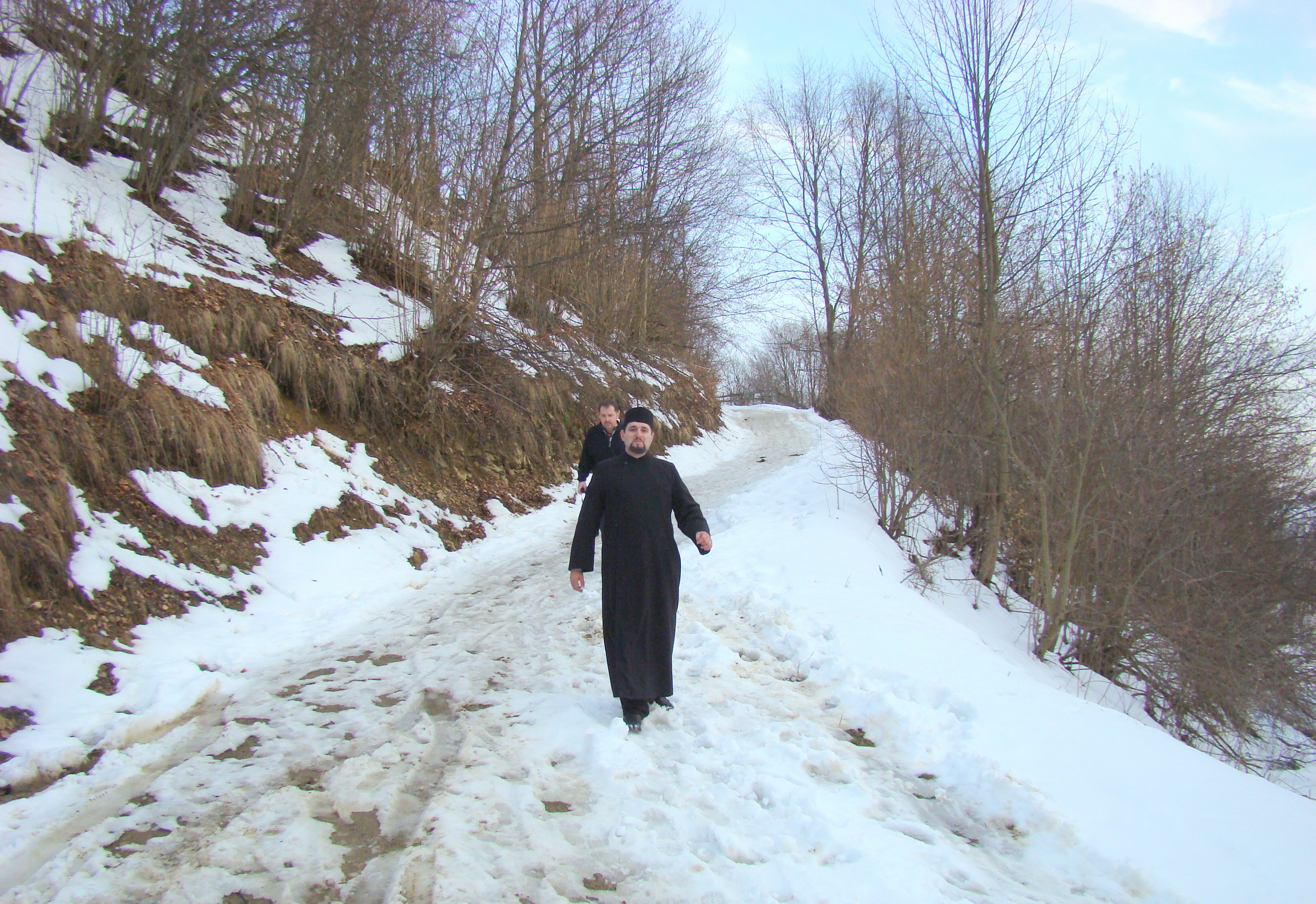